# Історія танго

## Географія виникнення

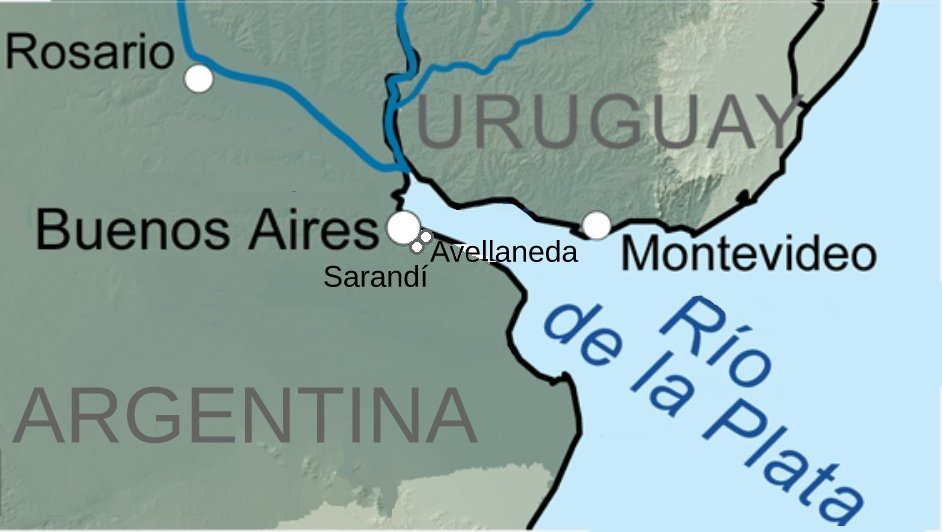
Дослідники сперечаються про те, де виникло танго. Предтечі танго у період його зародження (1860-1895) існували в таких аргентинських містах, як Буенос-Айрес, Авельянада, Саранді й Росаріо та в уругвайському місті Монтевідео.

Характерно, що танго зародилося в річкових портах Аргентини й Уругваю, що розташовані на осі річки Ла-Плата, на берегах якої стоять Буенос-Айрес і Монтевідео, столиці обох країн, але поширювалося воно не лише в них, а й в інших річкових портах регіону, таких як Росаріо, місті в аргентинській провінції Санта-Фе.
У спільній заяві Аргентини та Уругваю до ЮНЕСКО про визнання танго нематеріальною спадщиною людства зазначається:
Танго зародилося серед представників найнижчих верств населення обох міст [Буенос-Айреса та Монтевідео] як вияв експресії, народженої від злиття афроаргентинської та афроуругвайської культур, автентичної креольської культури та культур європейських мігрантів. Будучи плодом цього культурно-мистецького схрещення, танго на сьогодні вважається однією з найголовніших ознак ла-платської ідентичності.— З анкети на визнання танго нематеріальною культурною спадщиною людства
Існують різноманітні дослідження, у яких вчені намагаються визначити в якому саме місці виникло танго. Деякі джерела вказують на те, що спочатку воно виникло в Буенос-Айресі, інші, що в його передмістях, Монтевідео чи навіть Росаріо. У прилеглих до Буенос-Айреса містах, таких як Авельянада чи Саранді, що входять до передмістя «Барракас-аль-Суд» («Південні бараки»), також реєструють деякі предтечі танго. Портові міста, у яких зародилося танго, були не лише місцями, в які стікалися до Аргентини та Уругваю мільйони мігрантів між 1850-им та 1930-им, але й також експортними центрами в рамках експортно-сільськогосподарської економічної моделі, які обидві країни організували в середині XIX ст..

## Танго — музика соціального злиття
Відомо, що арго танго лунфардо містить у собі чимало виразів італійського та африканського походження, що ритм танго та його ностальгійний настрій ріднить цей танець із кубинською хабанерою, і що «танго, мілонга і кандомбе» є частиною однієї музичної родини, що поєднує африканське коріння та звичаї ґаучо, які мігрували до міського середовища. Тим не менше, танго неможливо сплутати з жодним іншим танцем чи жанром музики, рівно, як і відслідкувати його прямого предка. Ернесто Сабато казав, що кожна деталь у танго є гібридною, що кожен новий і оригінальний вираз є наслідком винятково потужного руху мас людей. Говорячи на цю ж тему, музикант Хуан Карлос Касерес дає такий опис походження танго:
У творенні танго вирішальну роль відіграли три хвилі негритянських впливів: одна з них — кандомбе із Ріо-де-ла-Плати, друга — європейський контрданс, що на Кубі перетворився на хабанеру, і третя — мілонга, що походить із Бразилії, і яку принесли на вулиці Буенос-Айреса солдати війська Уркіси. Ці три елементи злилися між собою в танго. Згодом до них доєдналися й інші емігрантські впливи, перетворивши танго на перший синкретичний музичний жанр. Буенос-Айрес був останнім портом на світі: митці та моряки прибували до нього, приносячи всю ту музику, яку вони зустрічали на своєму шляху. А довге перебування кораблів у кожному з портів давало час на контакт і культурний взаємообмін із тамтешніми мешканцями.— 
Друга половина XIX ст., епоха виникнення танго, в соціокультурному плані відзначається великими хвилями міграції, як внутрішньої, так і з-за кордону, що скеровувалися тоді в цей регіон. Основна маса мігрантів складалася з осіб чоловічої статі. Цей факт значною мірою повпливав на форму стосунків між чоловіком і жінкою.
Ця музика мала глибоке вкорінення у народ, її відкидали вищі верстви суспільства і забороняла католицька церква, через що вона розвивалася у найбідніших районах (на околицях), портах, борделях і в'язницях, куди стікалися мігранти та місцеві мешканці, які були в основному індіанського та негритянського походження. Там вільно зливалися різні музичні форми (буенос-айреське кандомбе, уругвайське кандомбе, паяда, мілонга, андалузьке танго, мазурка, полька, вальс, сарсуела, сайнете  тощо), які мали найрізноманітніше походження (африканські, гаучанські, колоніально-іспанські, італійські, єврейські, німецькі, польські, кубинські тощо), і які зрештою і сформували танго. За різними оцінками, цей перехідний період тривав близько сорока років, поки нарешті в останнє десятиліття XIX ст. не викшталтувався окремий жанр музики зі своєю власною ідентичністю.

## Етапи розвитку танго
Історики танго визначають кілька великих стилістичних віх еволюції цього жанру, щодо родових ознак яких досягнуто загальної згоди, проте щодо хронологічних меж яких досі точаться суперечки.
На початках учені виділяють ранній — народно-анонімний етап, який розвивався в негритянських спільнотах і на берегах річки Ла-Плата («орильєра» від ісп. orilla — берег). За ним слідує етап, на якому танго сформувалося як жанр (так звана  «Стара гвардія», ісп. Guardia Vieja), набуло власної ідентичності, почало виконуватися професійними музикантами та здобуло широке суспільне та географічне розповсюдження. Період «Старої гвардії» ділиться, своєю чергою, на зародковий етап, що займає два останні десятиліття XIX ст., та етап стилістичного оформлення під час перших двох десятиліть XX ст..
На місце «Старої гвардії» прийшла «Нова гвардія» (ісп. Guardia Nueva), або «доба де Каро», під час якої танго набуває зрілості, витонченості та міжнародного поширення. Результатом цієї еволюції став так звана «Золота доба танго», що тривала протягом 40-х років XX ст. та частково впродовж наступного десятиліття.
Після золотої доби танго визначення подальших етапів розвитку стають розмитішими; починають говорити про «кризу танго», «авангардне танго» та «нове танго». У загальних рисах можна визначити дві великі епохи, що йдуть після золотої доби: перша — «п'яццолівська епоха» і друга — сучасна, яку ще можна назвати «танго-ф'южн».
З метою впорядкування, використовуючи приблизні назви та дати, згідно з інформацією Музею Танго, що є частиною Національної академії танго Республіки Аргентини, можна виділити такі етапи розвитку танго:
- Зародження танго (до 1895)
- «Стара гвардія» (1895—1925)
  - I. Народження (1895—1909)
  - II. Формалізація (1910—1925)
- «Нова гвардія» (1925—1950) 
  - I. Трансформація (1925—1940)
  - II. Сорокові роки: піднесення (1940—1955)
- Авангард: модернізація (1955—1970)
- Сучасний період (1970—2000) 
  - I. Універсалізація (1970—1985)
  - II. Незміність (1985—2000)
- Новітній період (2000 — по сьогодні)

## Старе афролаплатське танго

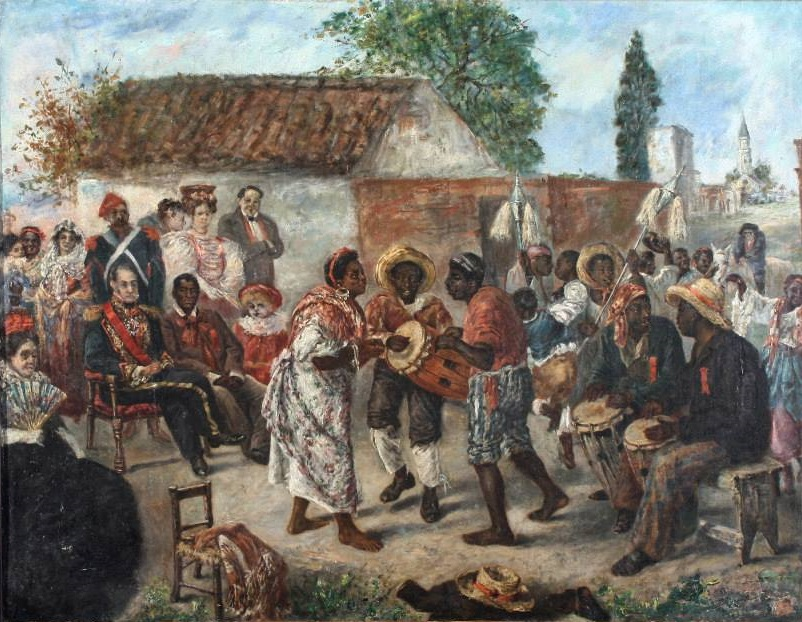
«Федеральне кандомбе» («Candombe federal») Мартін Бонео (Аргентина, 1836). Негритянські збори «танго», кандомбе і карнавал були тим середовищем, у якому еволюціонувало танго, зливаючись протягом чотирьох десятиріч із розмаїтими музичними й культурними формами, аж поки не отримала свою власну ідентичність наприкінці XIX ст. у період «Старої гвардії».

Корені танго сягають собою часів «танго» і «кандомбе» африканських рабів, коли Буенос-Айрес і Монтевідео перебували під колоніальним правлінням Іспанії. З колоніальних часів «танго» називали музичні зустрічі в негритянських спільнотах Ла-Плати, які сформувалися внаслідок работоргівлі. Представників цих спільнот викрадали в Субсахарській Африці, головним чином із територій сучасних Анголи, Мавританії та Гвінеї, і насильно відправляли морем до Америки. Буенос-Айрес та Монтевідео були для Іспанської імперії важливими центрами торгівлі невільниками, і тому в них виникли численні негритянські спільноти, що мали свої місцеві особливості.
1813 року було проголошено «свободу утроб» (діти, що народжувалися в рабів ставали вільними), а з часів війни за незалежність від Іспанії у другому десятилітті XIX ст. розпочався процес скасування рабства, який практично завершився до середини століття. В Уругваї рабство повністю скасували 1846 року, а в Аргентині — 1853-го, втім у Буенос-Айресі воно проіснувало до 1860-го.

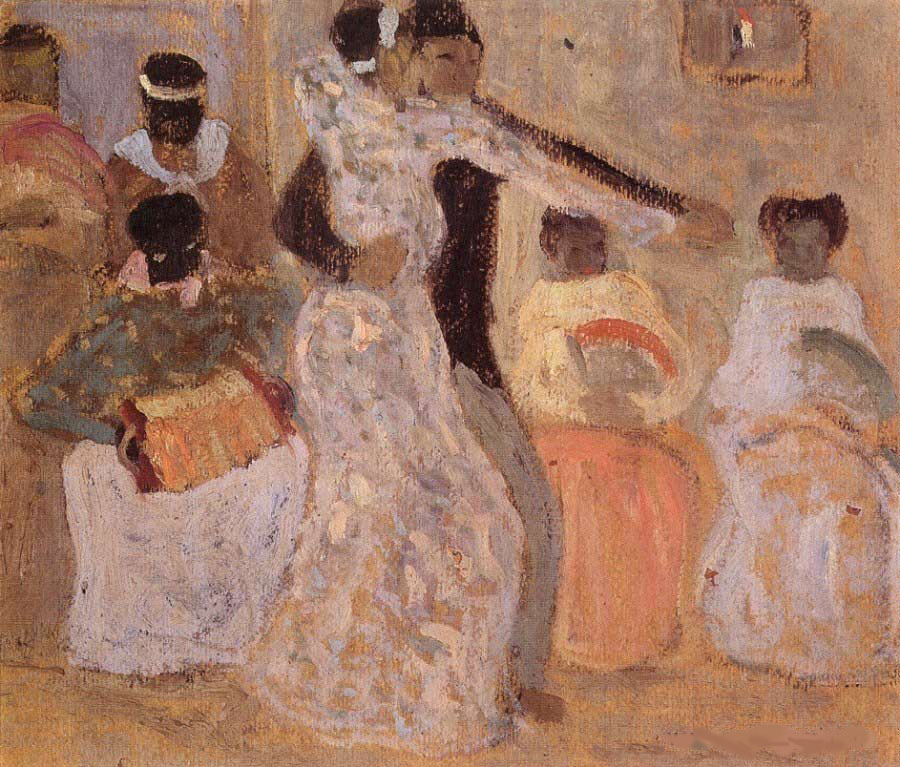
«Танго». Олія. Автор — Педро Фіґарі (Уругвай, 1861-1938). Танго виникло як танець у Академія танго в негритянських спільнотах Ла-Плати.

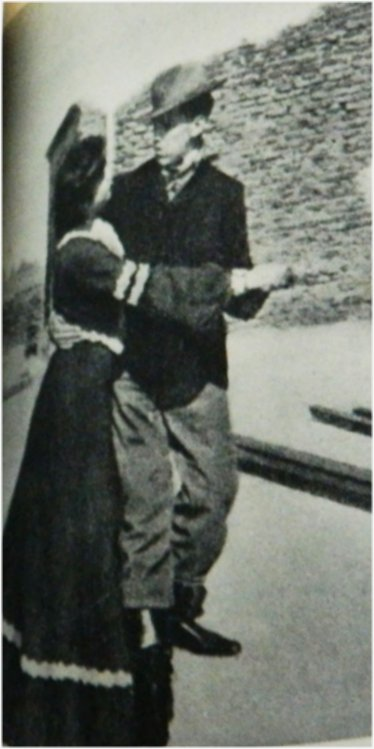
Компадріто, що танцює надворі танго-кан'єнґе, світлина 1907 року. Компадріто були ключовими особами у творенні танго. Вони зайняли в міському середовищі те місце, яке в сільському займали ґаучо, і, будучи частиною академій та мілонг, привнесли до хореографії танго свої власні рухи та кроки.

До середини XIX століття, як в Аргентині, так і в Уругваї, гаучо та індіанці були основним населенням у сільській місцевості, тоді як у міському середовищі значною меншиною були негри та мулати. У ті часи до найзаселеніших районів Буенос-Айреса та Монтевідео ринули мільйони мігрантів, в основному чоловічої статі, різних національностей та мов, переважно італійці й іспанці, але також і французи, німці, поляки, британці, росіяни, вірмени, араби та євреї різних країн, що припливли з протилежного кінця океану. Ця урбаністична революція, в якій перемішалися етноси, культури й мови, й у якій негри були «господарями будинку», і призвела до виникнення танго. Даніель Відарт сприймає танго, як «естуарій», з якого витікають розмаїті етнічні та культурні річки.
В часи цієї людської «повені» і навіть дещо раніше в районах проживання афролаплатських спільнот почали формуватися так звані «академії», «мілонги» чи «канґели», які слугували місцем зустрічі, танців та розваг для тих мільйонів робітників, які стікалися у ці міста-порти. Туди стікалися й «компадріто», нащадки гаучо, які мігрували до міст, індіанки, яких насильно переселяли після завоювання пустелі, або ж які шукали кращої долі, ніж у себе вдома, й емігранти з-за океану, як от італійці, які ці місця стали називати «піринґундинами».
Найдавніша з академій, буенос-айреська Пардос і Моренос, датується приблизно 1830-ми роками. Поступово академії та мілонги стали множитися. Пов'язано це основною мірою з продажем напоїв у знаменитих «кімнатах індіанських крамарок» і будинках розпусти, що почали відкривати з 1870-х.
Саме в цих місцях інтимної близькості між чоловіками й жінками і виникло танго як особлива форма танцю: пара в закритій позиції, у пристрасних тісних обіймах, обличчя й тіла перебувають у нерозривному контакті, кожен танцівник рухається автономно, але чоловік «вказує» і веде, а жінка «відповідає» на його вказівки.

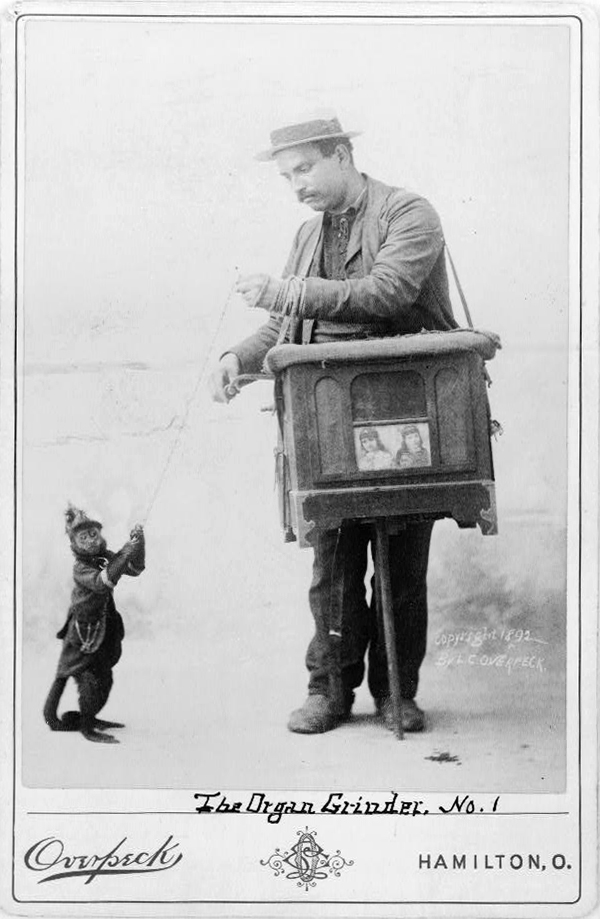
Італійські катеринники разом зі своїми катеринками розповсюджували танго, надавши йому дещо плаксивого звучання, яке згодом перейняв на себе бандонеон.

Танцювальні обійми стали першим кроком до творення танго. Почерпнувши дещо від вальсу, який у першій половині XIX ст. набрав моди і сколихнув вищі щаблі англійського суспільства непристойністю партнерів, що обіймалися, та мазурки, обійми у танго передбачали ще тісніший контакт між обличчями й тілами танцівників. У таких обіймах творці танго — народні маси, яких називали «неграми», «мулатами», «індіанцями», «компадріто», «креолами» — почали додавати до танцю інші хореографічні елементи, притаманні танго-кан'єнґе, такі як «корте» і «кебрада». У результаті виник пристрасний танок, який докорінно змінив танцювальну манеру в усьому світі.
Ґобельйо зазначає, що танок із такими ознаками почав виникати в Аргентині після поразки Хуана Мануеля де Росаса у 1852 році, коли були заборонені вуличні паради кандомбе. Відтак, загнані у свої «танго» представники афроаргентинської спільноти почали символічно відтворювати зупинки та зміни руху, які відбувалися під час парадів, та рухи тіла, характерні для кандомбе, але цього разу в парах. 1862 року в Буенос-Айресі задокументовано затримання чотирьох молодиків і двох дівчат із сумнівного будинку за «танці та залицяння».
Протягом наступних десятиліть цей танець почав шукати музику та ритм, який би його підтримував, й ось наприкінці сторіччя з'явився оригінальний жанр, який ідеально підходив новому танцю, і який разом із ним отримав назву «танго». Тому вчені стверджують, що танго починалося як танець, який «згодом переріс у спів».
В академіях або мілонгах місцеві жінки, негритянки, мулатки, метиски й індіанки відігравали важливу роль у творенні танго, будучи гостинними господинями, хореографами й танцівницями. Історики Ектор і Луїс Батеси стверджували, що жінки-творці танго відкидали традиційну пасивну роль, і натомість «були жінками з кинджалом на стегні, які добре знали, як ним користуватися». До них доєднувалися «компадріто», представники міського середовища, який ще називали «спішеними ґаучо» та музики, які в основному належали до негритянських спільнот.
Близько 1854 року в Буенос-Айресі з'явилася Академія мулатки Кармен Ґомес. Також згадуються й імена інших танцівниць, доволі часто у словах різних танго, — Морени Авґустини, Клотильди Лемос, метисок Рефусіло, Флори, Аделіни, Чорної Троянди, Марії Баскійки, мулатки Марії Селесте, Ньяти Аврори, Ньяти Росаури, Літунки та багатьох інших. Серед чоловіків, які створили танго, згадуються такі танцівники, як чорношкірі Котонґо й Бенґела, піаніст Алехандро Вілела, відомий як Мулат Алехандро. В Монтевідео визначними були імена Мулатки Деолінди, танцівник Пінтін Кастельянос, Чорнява Сікста і Негр Іларіо, співак, гітарист і паядор.
Серед тих танцюристів і музикантів в академіях почали виділятися найперші композитори танго. Наприкінці 1870-х там з'явиться сантьяжець Касіміро Алькорта (1840—1913), знаний, як Негр Касіміро, вільновідпущеник музиканта Амансіо Алькорти, одного з найперших академічних композиторів країни. Касіміро створив перший ансамбль танго разом із кларнетистом Мулатом Сінфоросо, до яких час від часу долучалися різні гітаристи задля створення правильного ритму й такту танго . Цей гурт виступав з 1870-х до початку 1890-х. Вважається, що цей дует написав та виконав багато ранніх танго, які сьогодні фігурують, як анонімні, адже в ті часи не було прийнято підписувати свої твори. Протягом наступного десятиліття Касіміро напише «Брудну мушлю»  (ісп. «Concha sucia»), еталон досконалості тогочасного танго. Крім того, разом зі своєю партнеркою Пауліною він сформував знамениту танцювальну пару. Хосе Ґобельйо називає його батьком танго.
Найголовнішими районами Буенос-Айреса, в яких зароджувалося танго були Сан-Тельмо, Бальванера, Монсеррат, Ла-Бока (за легендою в цьому районі на розі вулиць Суареса та Некочеа й зародилося танго), Барракас, Сан-Кристобаль, і Палермо. В Монтевідео танго виникло на вже зниклій вулиці Єрбаль у південній частині старого міста та в районі Ґоес.
Поза колом афролаплатських академій 1857 року іспанський музикант Сантьяґо Рамон виділяє значний андалузький вплив, який своєю чергою також спирався на афрокубинські й африканські корені, у творення однієї з перших відомих йому пісень із духом танго — «Tomá mate, che» («Випий мате, че») — прототанго з ла-платським текстом і чисто андалузьким музичним оформленням. Ця пісня є частиною п'єси Буенос-айреський ґаучо, яку ставив театр Ла-Вікторія. До цих найранішніх пісень слід віднести прототанго «Bartolo tenía una flauta» («Мав Бартоло флейту») або просто «Bartolo», створене на основі стародавньої андалузької мелодії XV ст., а також монтевідейське тангове кандомбе «El chicoba».
1874 року було задокументовано перше андалузьке танго, створене в Аргентині, яке набуло всенародного поширення. Йдеться про «El queco» («Ель Кеко» (арготизм на позначення борделю)) андалузької піаністки Елоїзи де Сільви, яку визнано першою жінкою-композитором танго, яка до своєї смерті 1943 року написала більше ста пісень, серед них і декілька танго. У тексті цієї пісні, написаної у вільному андалузькому стилі, йдеться про «чінас» (ісп. «китаянки», аргентинські дівчата індіанського чи африканського походження), які працювали повіями в борделях.

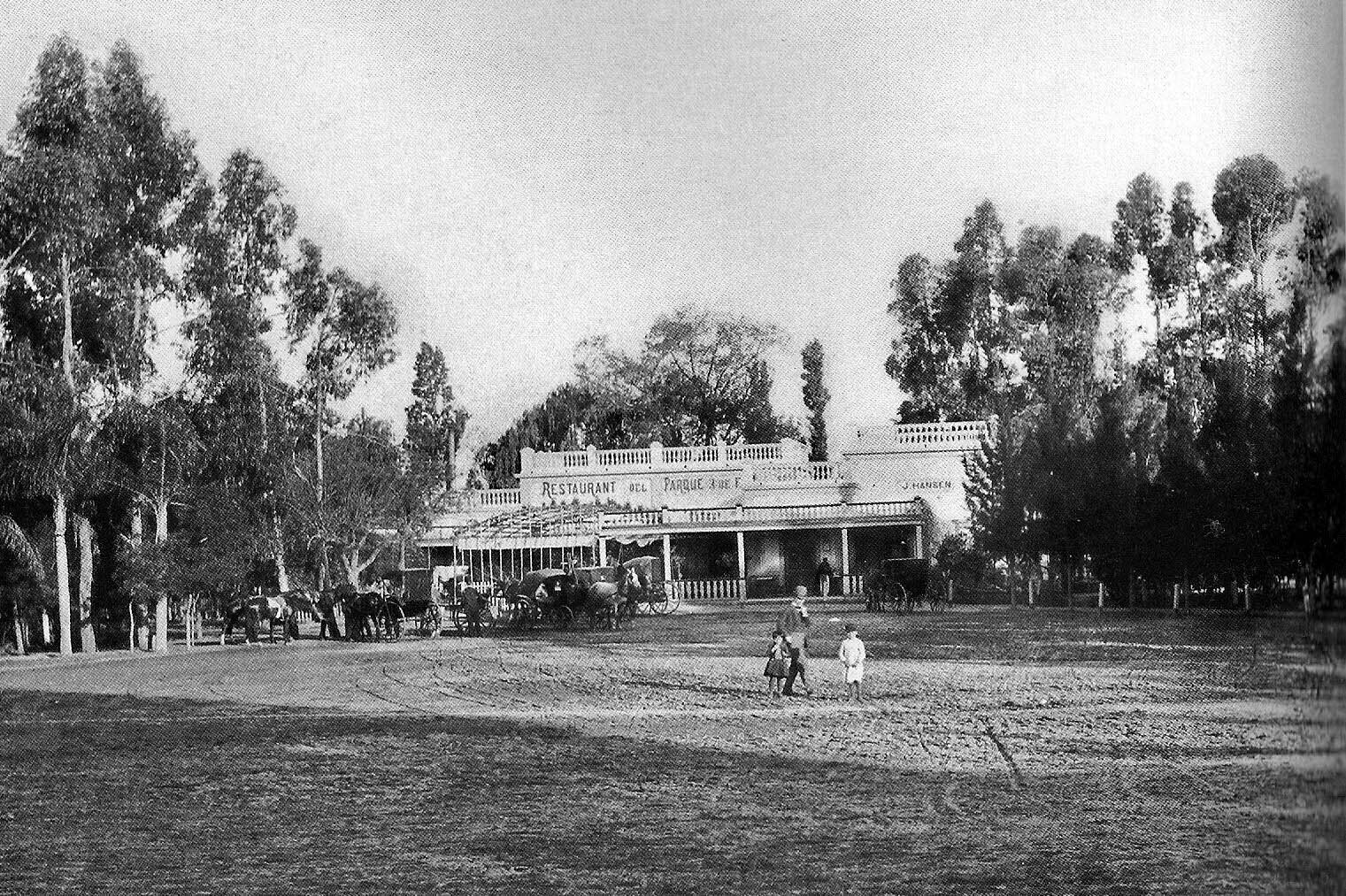
, світлина приблизно 1895 року. Одне з перших історичних місць, пов'язаних із виникненням танго. Він розташовувався в Палермо, навпроти місця, де зараз стоїть планетарій.

1876 року набуло популярності кандомбе «Ель меренґенґе», яке називали танго, і яке зчинило фурор на негритянському карнавалі Буенос-Айреса, який святкували у лютому того року. 1877 року в районі Палермо відкрився ресторан «У Гансена», перший із низки ресторанів, кабаре і пивниць, в яких танцювали танго і до яких не цуралася заходити молодь із вищого світу.
Наприкінці 1870-х танго (музика й танець) почало набирати свого питомого вигляду. На початках воно сильно нагадувало кубинську хабанеру й андалузьке танго й не мало при цьому власної визначеної форми. Музика мала другорядне значення, і співаки часто виконували народні пісні, самби і чакарери. Співали у стилі мілонги на діалекті сіл та околиць, а вірші, покладені на ці пісні носили зазвичай дещо вульгарний зміст, через що часто-густо обурювалися вищі щаблі ла-платського суспільства.
Протягом 1880-х відбувається помітна еволюція танго, що на думку деяких авторів свідчить про початок нового етапу, так званої «Старої гвардії», коли власне почало викшталтовуватися танго, однак інші відсувають цю подію на пізніший час, доки не з'явилися перші партитури. В те десятиліття часто плутали танго й мілонґу, хоча обидва танці вже тоді стали витісняти хабанеру. Тоді ж почали множитися різноманітні танго: «Señora casera» («Хатня господиня») (невідомий автор, 1880)), «Andate a la Recoleta» («Гайда до Реколети» (невідомий автор, 1880)), «El porteñito» («Маленький буенос-айресець», Ґабріель Дьєс, 1880)), «Танго №1» (Хосе Мачадо, 1883), «Dame la lata» («Змусь мене нудьгувати» (Хуан Перес, 1883)), «Qué polvo con tanto viento» («Від сильного вітру багато пилу» (Педро М. Кіхано, 1890)).
1884 року Касіміро Алькорта написав найперше популярне танго «Concha sucia»(«Брудна мушля») з порнографічними та розпусними словами. За три десятиліття Франсіско Канаро змінить слова й назву на «Cara sucia» («Брудне обличчя»), зробивши це танго напрочуд урочистим. Касіміро також написав танго «La yapa» («Чайові»), яке потім записали на платівку, й «Entrada prohibida» ("Вхід заборнений»), яку згодом приписували собі брати Тейссейре. У ті ж роки пайядор Ґабіно Есейса вводить мілонґовий контрапункт, який пов'яже мілонґу й кандомбе.
У ті часи ансамблі танго зазвичай складалися з гітари, скрипки та флейти. Протягом наступних років флейту витіснило піаніно, а потім бандонеон, що надалі становитимуть «типовий оркестр танго». Тоді ж значне місце займала й катеринка, ручний програвач, який відіграв значну роль у початковому поширенні танго.
Танго надзвичайно сильно противилися вищі прошарки суспільства та католицька церква. Аргументами на користь цього несприйняття, слугував безпосередній зв'язок танго з борделями, за що його прозвали «музикою борделів». Письменники, що належали до вищих суспільних щаблів, як от Хорхе Луїс Борхес, Есек'єль Мартінес Естрада й Хуліо Мафуд поширювали зневажливе ставлення до танго, вважаючи його гріховним, жорстоким і притаманним злочинному світу. Поет Леопольдо Луґонес підсумує усі ці погляди на танго у своїй фразі «бурдейський плазун».
Але вчене товариство ставить під сумнів такі поверхневі та упереджені погляди. Ясна річ, що багато ранніх танго мають порнографічні та сороміцькі назви (див. Додаток: Старі сороміцькі назви танго), їх виконували проти ночі на маргінесах портових міст Буенос-Айреса та Монтевідео посеред неймовірного напливу емігрантів, де випадкові статеві зв'язки та будинки розпусти були невід'ємними складовими ла-платської ночі. Утім обмеження нічного життя лише статевими зносинами, а танго — лише борделями, є спрощенням, що випливає з упереджень і незнання народного життя. Центри нічного життя були передусім місцями дозвілля, веселощів, спілкування, а також осередками народної культури, а саме танцю й музики. Раннє танго виконувалося не лише в місцях активного нічного життя, але й удень, коли околицями блукали катеринники, в основному італійські емігранти, й окрім того, що розповсюджували новий жанр, водночас заробляли ворожінням на долю. Даніель Відар нещадно критикує цих письменників, що відносили себе до еліти суспільства, яка окопалася у своїх бібліотеках і жадала тлумачити світ, до якого не належала:
Ще із самого початку танго оточував ореол ганьби, адже воно було танцем убогих, тож мусило нести на собі сім смертних гріхів, які патріархи центральних районів звалили колись і звалюватимуть завжди на бідноту з передмість — вічних цапів-відбувайлів за свої та чужі провини… Ми ще досі живемо в нескінченній омані, в яку нас увели міські аристократи, плутократи й бюрократи, що плутають убоге з брудним, народне з низовим, пролетарське з непристойним. Ця примхлива оманливість танго, нав'язана креольськими письменниками трьома десятиліттями раніше, несе на собі помітну ознаку класовості. Зараз настав час повернути танго тим, хто його винайшов, співав, танцював, насвистував і відчував по-справжньому. Я говорю про звичайний народ, народ річки Ла-Плата.— Даніель Відар («Танго і його світ», 1967)

## Стара гвардія

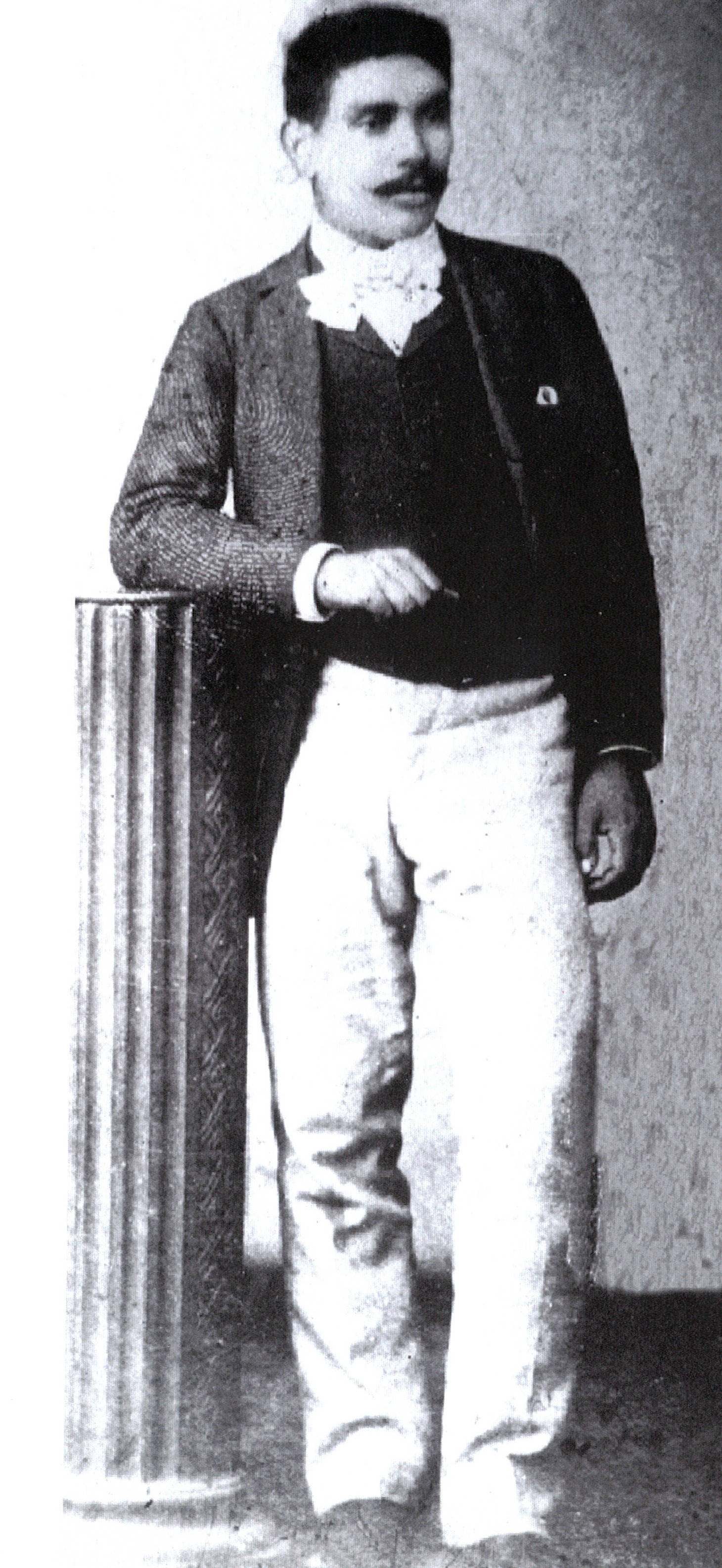
Буенос-айреський піаніст Росендо Мендісабаль, автор «El entrerriano» (1896) — одного з класичних танго, яке ознаменувало прихід Стара гвардія (історія танго).

Танго як таке починається з приходом Старої гвардії. Усі дослідники визнають цей етап його розвитку й однаково його називають, однак між ними точаться суперечки, щодо точних моментів його початку та кінця. Національна академія танго хронологічно розміщує цей період між 1895 і 1925 рр., поділяючи його на дві стадії: перша — народження танго і друга — формалізація, під час якої він стає суспільно прийнятим. 

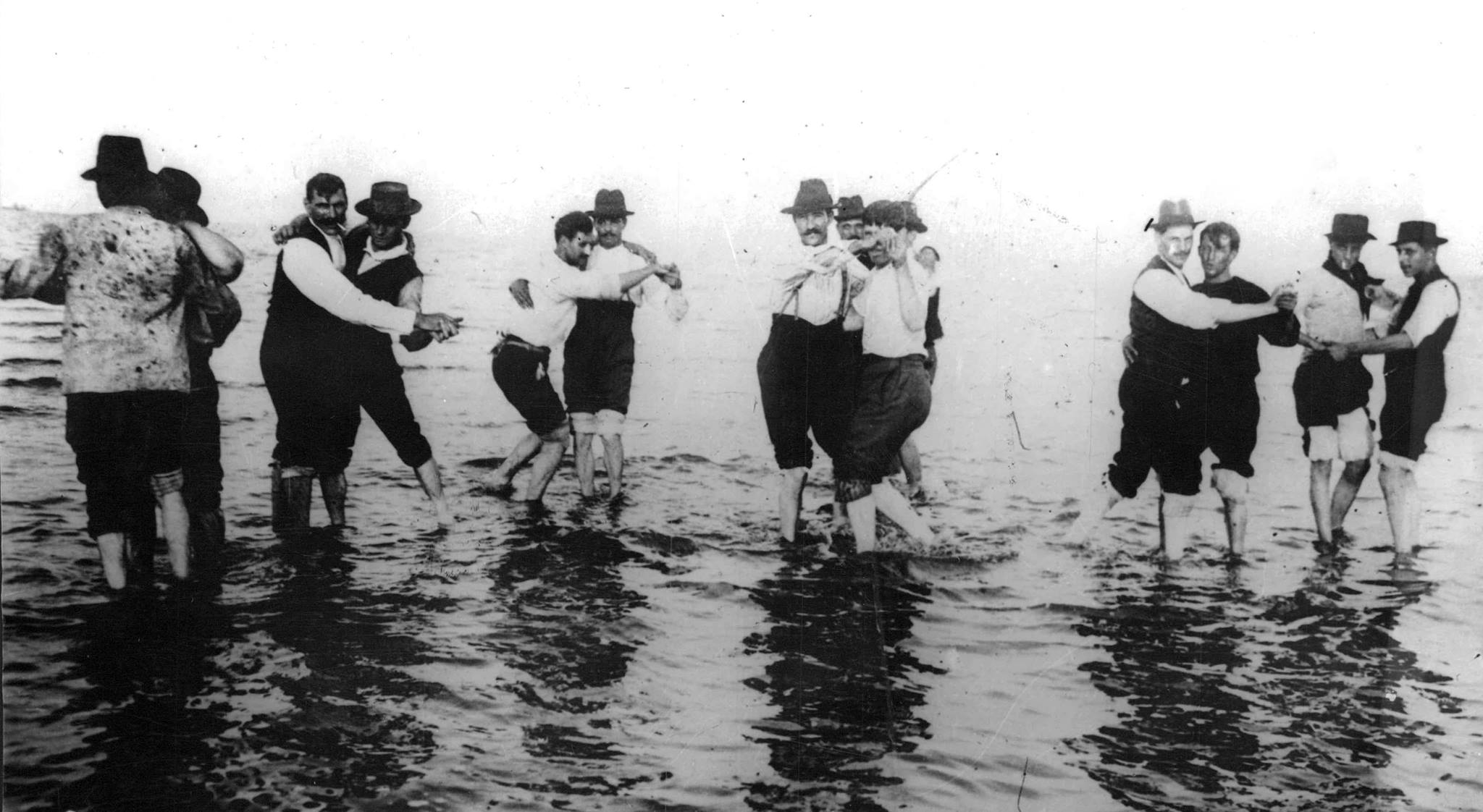
Кілька пар чоловіків танцюють танго у ріці Ла-Плата. Танець чоловічих пар та зміна ролей була характерною рисою танго з самого його початку, що послугувало підґрунтям для виникнення численних думок із цього приводу. Фільм «Танго» Карлоса Саури містить прекрасну сцену танцю між двома чоловіками, ролі яких грають Хуліо Бокка і. Сучасна течія квір-танго відновлює ці старі підходи, пропонуючи танець без визначених гендерних ролей.

### І. Народження
Після кількох десятиліть музичних, ліричних і культурних комбінацій, за останні двадцять років XIX ст., танго залишило позаду свої старі форми (селянська мілонга, що еволюціонувала під певним впливом хабанери, кандомбе, андалузьке танго і сарсуела) і набуло чітко окреслену оригінальну форму та власну ідентичність, перейшовши врешті до періоду, що відомий під назвою Стара гвардія. Задля точного відображення його самобутності самі музиканти стали називати його «креольським танго».
Одночасно з цим в останні роки XIX століття починають з'являтися перші партитури танго. 1898 року виходить перше танго, авторство якого відоме — «El entrerriano» («Хлопець із Ентре-Ріос») Росендо Мендісабаля — і яке, на думку багатьох дослідників, вважається першим танго, як таким. Роком раніше у сарсуелі Есек'єля Сорії «Креольське правосуддя» (Justicia Criolla) цей новий жанр було вперше визначено як «танго». 1899 року скрипаль Ернесто Понсіо створює свого «Дона Жуана», а 1903-го Анхель Вільйольдо створює «El choclo». Письменник Хосе Портоґало розповідає про діалог між паядором Ґабіно Есейсою у ті ранні часи танго:
З натягнутих струн, наче іскри сипалися ноти.
-Боже мій, який вправний цей хлопак!.. – бурмотів мулат (Есейса), підстрибуючи на стільці.
На «хлопака Ернесто» ці лестощі не справили враження, й він продовжив витворяти дива на своєму інструменті.
-Че, а це як називається? – знову перебив його співак
-Це танго, доне Ґабіно – відповів хлопець, завершивши п'єсу – я написав його у «Маміти». Вам подобається? Воно називається «Дон Жуан».— Хосе Портоґало
На той час портові міста Буенос-Айрес і Монтевідео були Мекками, куди стікалися сотні тисяч робітників-емігрантів, що походили з найрізноманітніших країн, говорили найрізноманітнішими мовами і були переважно чоловіками, які зав'язували стосунки з місцевим населенням, виниклим внаслідок іспанської колонізації та змішування з представниками численних індіанських та африканських народів, де ключову роль відігравали вже жінки. У Монтевідео, де пік міграції  спостерігався раніше, ніж у Буенос-Айресі, кількість мешканців зросла з 100 000 у 1865-му до 300 000 у 1908-му. Своєю чергою, Буенос-Айрес перестав бути «великим селом», як у 1870-му, коли його населення не становило й 200 000 осіб, і став одним із найбільших міст світу у 1914 році, коли в ньому проживало вже 1 500 000 мешканців.
У той унікальний та фактично безпрецедентний момент міжетнічної та міжкультурної взаємодії на зламі 1890-х та на початку 1910-х народжується ла-платське танго. Воно відокремлюється від мілонги й набуває визначеної особистої ідентичності. Такі танго, як «El entrerriano» і «Дон Жуан», які закріпили трьохтактну структуру, характерну для тодішніх танго, композитори, як автор «El choclo» і «La morocha» Анхель Вільйольдо, пісні якого мали свій визначений неповторний стиль і вперше виконувалися зі словами, «типові» оркестри, як от оркестр Вісенте Ґреко й Хуана Маґліо (Пачо), і поява німецького бандонеону наприкінці цього періоду, визначають чіткий момент народження танго, у сучасному розумінні цього слова.

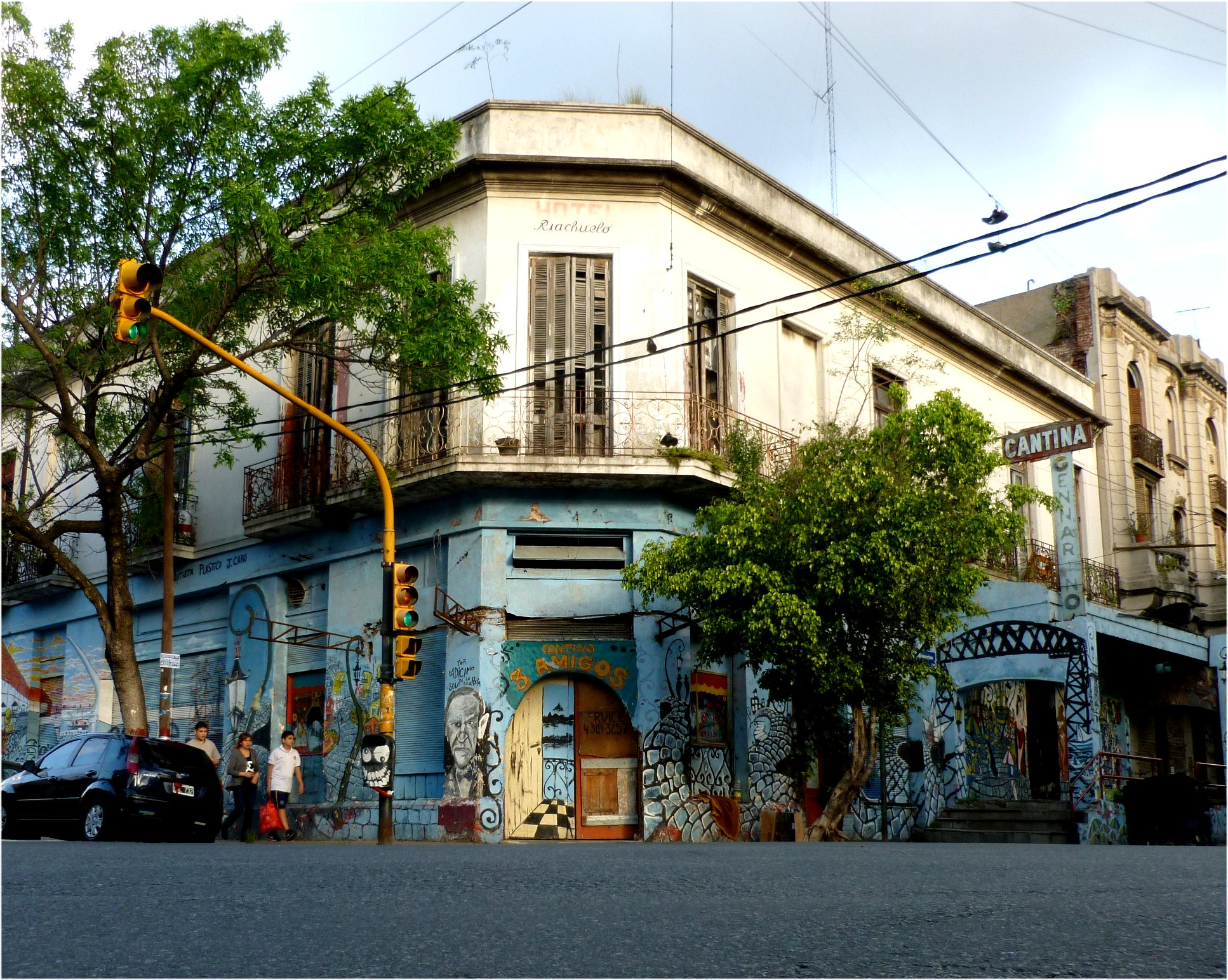
Історичний ріг вулиць Суареса і Некочеа у районі Ла-Бока, який пов'язують із зародженням танго. На початку XX століття тут знаходилося чимало кав'ярень, де танцювали танго.

Танго почало відкриватися якнайширшій аудиторії, з'являючись у театральних виставах, кав'ярнях, ярмарках, танцювальних салонах і кабаре. Еволюціонуючи таким чином, первинне танго-кан'єнґе з часом видозмінювалося, стаючи «більш порядним», пом'якшуючи або й зовсім прибираючи «корте» і «кебради», і зрештою його почали танцювати на вулицях та подвір'ях прибуткових будинків, аж поки у 1920-х, уже не несучи тавра забороненого танцю, так зване салонне танго, також відоме, як танго-де-піста чи танго-лісо, не зажило своєї слави.
Тоді ж, починаючи з 1901 року починають з'являтися записи аргентинських музикантів, завдяки нещодавно винайденим фонографу (циліндри) та грамофону (платівки). Найдавнішими записами танго є «El pimpollo» («Красунчик») (1904)), «El negro alegre» («Веселий негр» (1907)), «El choclo» («Кукурудзяний качан» (1907)), «El porteñito» («Маленький буенос-айресець» (1906)), «El esquinazo» («Ріг») і «Cuidado con los 50» («Обережно з 50-ми») — перше авторське танго зі словами — Анхеля Вільйольдо, «Patagones» («Патагонці» (1905)) Ґабіно Есейси, «El taita» («Жевжик» (1905)) Іхініо Касона «La vida del carretero» («Життя візника» (1905)); «El tango de la muerte» («Танго смерті» (1906)); «La morocha» («Чорнявка» (1906)) Вільйольдо та Енріке Саборідо у виконанні Флори Ґоббі, «Un criollo falsificado» («Фальшивий креол» (1907)) Los Gobbi, «Te pasaste» («Ти пішов») і «Che, sacámele el molde» («Че, зніми з мене мірку») Хосе Луїса Ронкальйо, «La Reina de Saba» («Цариця Савська») Росендо, «Me entendés lo que te digo» («Ти зрозумієш, що я тобі кажу») Ернесто Борри, «No arrugués que no hay quien planche» («Не мни одяг, бо нема кому прасувати») Міґеля Кальвельйо, «Recuerdos de la Pampa» («Спогади про пампу») і «Cabo cuarto» («Розділ четвертий») Альфредо К. Беліаккуа, «Tango de los negros» («Негритянські танці» (1907)) Артуро де Нави, «Дон Жуан» (1910) у виконанні оркестру Вісенте Ґреко, перший запис із бандонеоном.

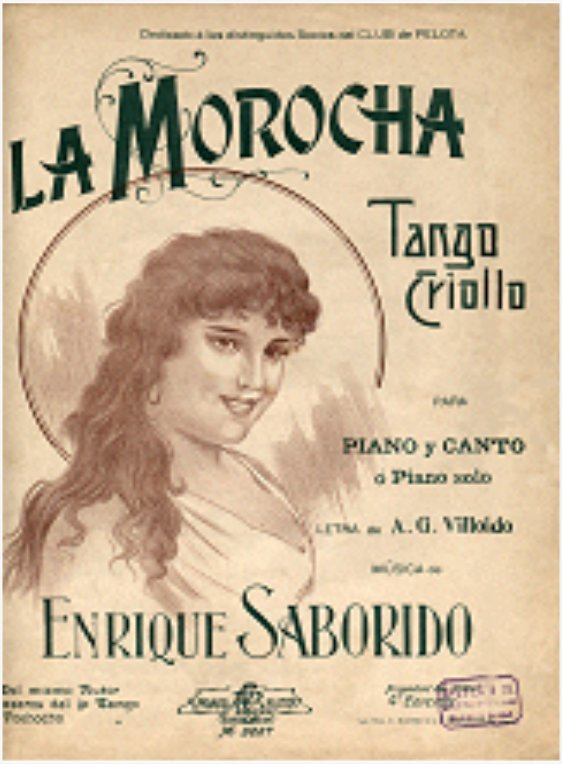
«La morocha» (1905) Анхеля Вільйольдо й Енріке Саборідо, перший великий успіх співаного танго.

Протягом першого десятиліття 1900-х починають з'являтися перші знамениті співаки та співачки танго, такі, як, легендарна співачка сарсуел Лола Мембрівес, Андреа Вів'ян і Лінда Тельма, а також перші записи, серед яких виділяються записи Альфредо Еусебіо Ґоббі та його дружини Флори Ґоббі, відомих, як «король і королева грамофону» через величезну кількість циліндрів і платівок, які вони записали. Першими успішними співаними танго були «Hotel Victoria» («Готель «Вікторія»), «El porteñito» («Маленький буенос-айресець») і передусім славнозвісна «La morocha» («Чорнявка») 1905 року, «сарсуелізоване танго» на музику Енріке Саборідо і слова Анхеля Вільйольдо, що виконувалося їхньою музою — уругвайською балериною Лолою Кандалес, і було записане Флорою Ґоббі.
Я – та чорнявка,

найбільш миловидна,

найбільше завидна

у цьому селі.

Хлопчина мене

щодня вранці рано,

щодня вранці рано

частує мате. (...)

Я – аргентинка чорнява,

що не знає печалі,

живу я на славу

з піснями у парі.

Я – ніжна любка

столичного гаучо,

й я ціную хазяїна,

неначе голубка.— «La morocha» (Анхель Вільйольдо)
Незважаючи на ці перші паростки співаного танго, пройде ще одне десятиліття, перед тим, як визріє власне танго-пісня, чиїми найзнанішими представниками будуть Паскуаль Контурсі як автор текстів і Карлос Ґардель як співак. «Те, що співали Вільйольдо, Ґоббі, Матон і куплетисти, не було танго в сучасному розумінні, а було сумішшю куплетів та мілонги», каже Ґобельйо.

### Бандонеон
Оскар Дзуккі, головний дослідник бандонеону в танго, стверджує, що цей інструмент увійшов у танго трохи раніше, ніж 1910 року. Незважаючи на те, що існують чимало свідчень про те, що бандонеон з'явився у регіоні Ла-Плата набагато раніше, тільки в перше десятиліття XX ст. він став центральним інструментом танго. Так само, як і до фортепіано, до бандонеону деякі музиканти ставилися з пересторогою, не цілком бажаючи включати до своїх ансамблів інструмент, який потребує навчання гри на ньому, а також музичної та ритмічної адаптації.

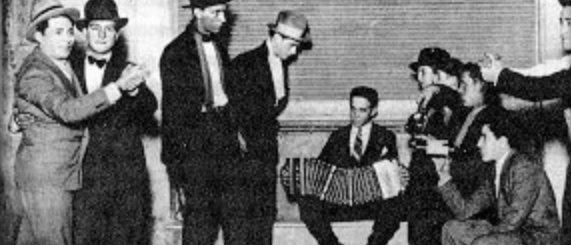
Буенос-Айрес, приблизно 1910 року. Молоді робітнники танцюють танго, а чоловіки слухають бандеоніста на тротуарі.

Ідеться про німецький інструмент, винайденню якого варто завдячувати Гайнріху Банду  у 1846 році. Німецька фірма-виробник Alfred Arnold Bandonion, заснована 1911 року і відома під абревіатурою «АА» («подвійна А»), стала найулюбленішою серед ла-платських музикантів.
Включення бандонеону, а згодом і фортепіано, радикально видозмінили музичний акомпанемент ансамблів і оркестрів танго, які доти складалися з флейти, скрипки та гітари. До цього включення звук танго був жвавим і стрибучим, що досягалося завдяки флейті. Проте відтак флейта почала зникати з танго, а гітара відійшла на другий план. Окрім цього, бандонеон справив помітний вплив на звук танго, з якого виникне новий етап його розвитку — Нова Гвардія:
Включення бадонеону до ансамблів народної музики збіглося в часі зі зміною ритму та артикуляції, що зумовило повільніше та плавніше виконання. Відтягнення нот і безперервне легато позбавило танго стрибучого та жвавого звучання, зробивши його плавним та повільним. Стрибуче танго компадріто досягалося завдяки «пронизливому стакато», а бандеоністи, які не володіли своїм інструментом належним чином, не були здатні до виконання такої форми.— Оскар Дзуккі
Серед передвісників, які відкрили шлях бандонеону були скрипаль Карлос Посадас, «Мулат» Себастьян Рамос Мехія й Антоніо К'яппе.
Бандонеон стане ключовою ознакою так званого Покоління 1910-го, яке характеризувалося не стільки зміною стилів, скільки зміною інструментального оформлення танго. 1910-го з'являється «типовий креольський оркестр», назву якому дав Вісенте Ґреко, і який включав бандонеон, гітару, флейту та скрипку.
Хуана Маґліо (Пачо) був автором першого сольного запису гри на бандонеоні 1912 року, виконуючи танго «La sonámbula» («Сновида»). Інші знакові записи бандонеону тієї доби належать Хенаро Еспосіто й Вісенте Лодуці.

### ІІ. Формалізація
У першій половині 1910-х танго починає набувати міжнародного розповсюдження. Починається нова ера існування цього жанру, музиканти, що його виконують стають більш підготованими, у словах до пісень починає йтися про приміські пейзажі, дитинство та нерівне кохання, а сам танець шириться всім світом.
Першими, хто показав танго Європі були Los Gobbi й Анхель Вільйольдо 1907 року та Енріке Саборідо й Карлос Вісенте Хероні Флорес 1911-го. 1913 року починається друга хвиля поширення танго, очолювана піаністом Селестіно Феррером, бандеоністом Вісенте Лодукою та скрипалем Едуардо Монелосом, яких цього разу супроводжувала пара танцівників — Касіміро Аїн (Баскійчик) та його партнерка Мартіна, що сколихнули Старий світ пристрасним танком, який докорінно змінив підходи до танцю, як такого, й до того, як співвідносяться тіла партнерів та їхні гендерні ролі. Ця група аргентинських танцівників танго в Європі отримала назву «Murga Argentina» («Гурт аргентинців»), а письменник Енріке Ґарсіа Вельйосо написав книжку про їхні пригоди та поневіряння «Танго в Парижі» (El tango en París).
У ті ж роки Овідіо Хосе Б'янкет або «Качафас» (шибеник, джиґун, жевжик) — найвідоміший танцюрист танго в історії — відкриває свою танцювальну академію в Буенос-Айресі. Ця подія збіглася в часі з приїздом до Голлівуду італійця Рудольфа Валентіно, який за кілька років стане світовою знаменитістю завдяки своєму амплуа аргентинського танцівника танго.
Незадовго до початку Першої світової війни у 1914 році імператор Німеччини Вільгельм ІІ заборонив прусським офіцерам танцювати танго, якщо вони перебували у своїй військовій формі. Офіційний орган преси Ватикану «Л'Оссерваторе Романо» відкрито підтримав це рішення такими словами:
Кайзер зробив все, що в його силах, щоб заборонити шанованому панству ідентифікувати себе з розбещеною чуттєвістю негрів і метисів (…) І хтось ще наважується казати, що танго є звичайним собі танцем, якщо його танцюють, не вдаючись до розпусних дій. Танець танго належить до тих танців, які за жодних обставин не підлягають збереженню, навіть за умов наявності в ньому хоч якоїсь порядності. Адже, якщо в усіх інших танцях моральність танцівників перебуває під прямою загрозою, то у випадку танго порядність зазнає повної кораблетрощі; саме тому імператор Вільгельм заборонив його танцювати офіцерам у формі.
Заборони танго в Європі свідчили про зростаюче поширення танцю країнами, що на той час вважалися «центром світу». Уже 1913 року говорили про манію танго в Європі. Інноваційна безцеремонність танцю та нівелювання ним усталених звичаїв щодо того, як люди «спілкуються» своїми тілами, «спричинило найбільший скандал, якого ще ніколи не було в історії сучасних устоїв». Один італійський журналіст тієї доби, розмірковуючи про причини успіху танго, писав таке:
Старі польки, віджилі мазурки та розмірені лансьє більше не могли вдовольнити сучасну, переповнену чуттєвістю, душу. Також цього не міг зробити і старий німецький вальс зі своїми обертами у чотирьох тактах, який швидше підходив особам атлетичної тілобудови, ніж сучасним жінкам в обтислих спідницях. Танець, що, як казали, лише повторював одне й те саме па, і єдиною варіативністю якого був оберт у зворотній бік, був занадто монотонним, занадто серйозним, занадто непластичним, і передовсім він ніяк не виражав витончені й ледь помітні зміни ритму. Старі танці не віддзеркалювали ні музики, ні душевний стан тих, хто танцює. Сучасна душа потребувала чогось витонченішого, суттєвішого, інтелектуальнішого, чогось, що не було б низкою повторень одного й того ж кроку, що нагадувало радше марширування взводу солдатів. Він над усе потребував чуттєвості, нової естетики, більше динаміки, ніж пластики, більш прозаїчної хореографії, яка б більше скидалася на мистецтво, а не на спорт. (…) Людям потрібен був складніший і зухваліший, глибший і бурхливіший, витонченіший і динамічніший танок, створений із імпульсів та зупинок, неочікуваних поз та цікавіших позицій, більш артистичний та літературний, танок, що б був пластичною та динамічною інтерпретацією музики, написаної найчастіше в мінорі та виконуваної в меланхолійній тональності, насиченою гармонійною журбою, та пристрастю, напруженої, як нерв, поезії.
Дослідник Енріке Камара-де-Ланда фіксував нечуваний успіх танго в Італії (та решті Європи) з початку другого десятиліття XX ст. та розвиток на Апеннінському півострові танго, що мало власні оригінальні риси, й отримало назву tango liscio (або танго-лісо). Воно виникло внаслідок злиття танго з вальсом, полькою, мазуркою, і досі виконується танцівниками.
Перша світова війна, проголошена 1914 року загальмувала міжнародне поширення танго, й аж після її закінчення танго продовжить свою світову експансію.
Поза тим, за бандонеоном прийшло фортепіано. Таким самим чином, яким бандонеон витіснив флейту, ставши центральним інструментом танго, фортепіано замінило собою гітару й типовий оркестр. Для виконання перед щораз численнішою аудиторією у гітари не вистачало достатньої гучності та ритмічності для танцю. Так само, як Маґліо і Ґреко, які включили бандонеон до оркестрів танго, Роберто Фірпо та його відомий оркестр стали першими, хто, починаючи з 1912 року, почав використовувати фортепіано. Одним із перших відомих піаністів був також Аугусто Барді, автор численних популярних танго, як от «Gallo ciego» («Сліпий півень») чи «Nunca tuvo novio» («Я ніколи не мала хлопця»), написаного вже у 1930-ті.
Водночас із цим неперевершений та водночас нещасний Едуардо Аролас (1892-1924), якого називали «тигром бандонеону», демонструє потенціал ще не цілком розкритого для танго інструменту, який буде повністю реалізований лише в наступному десятилітті Педро Маффією. Аролас, що помер заледве досягнувши 32, став першим містком між Старою та Новою гвардією, періодом, що розпочнеться після його смерті.

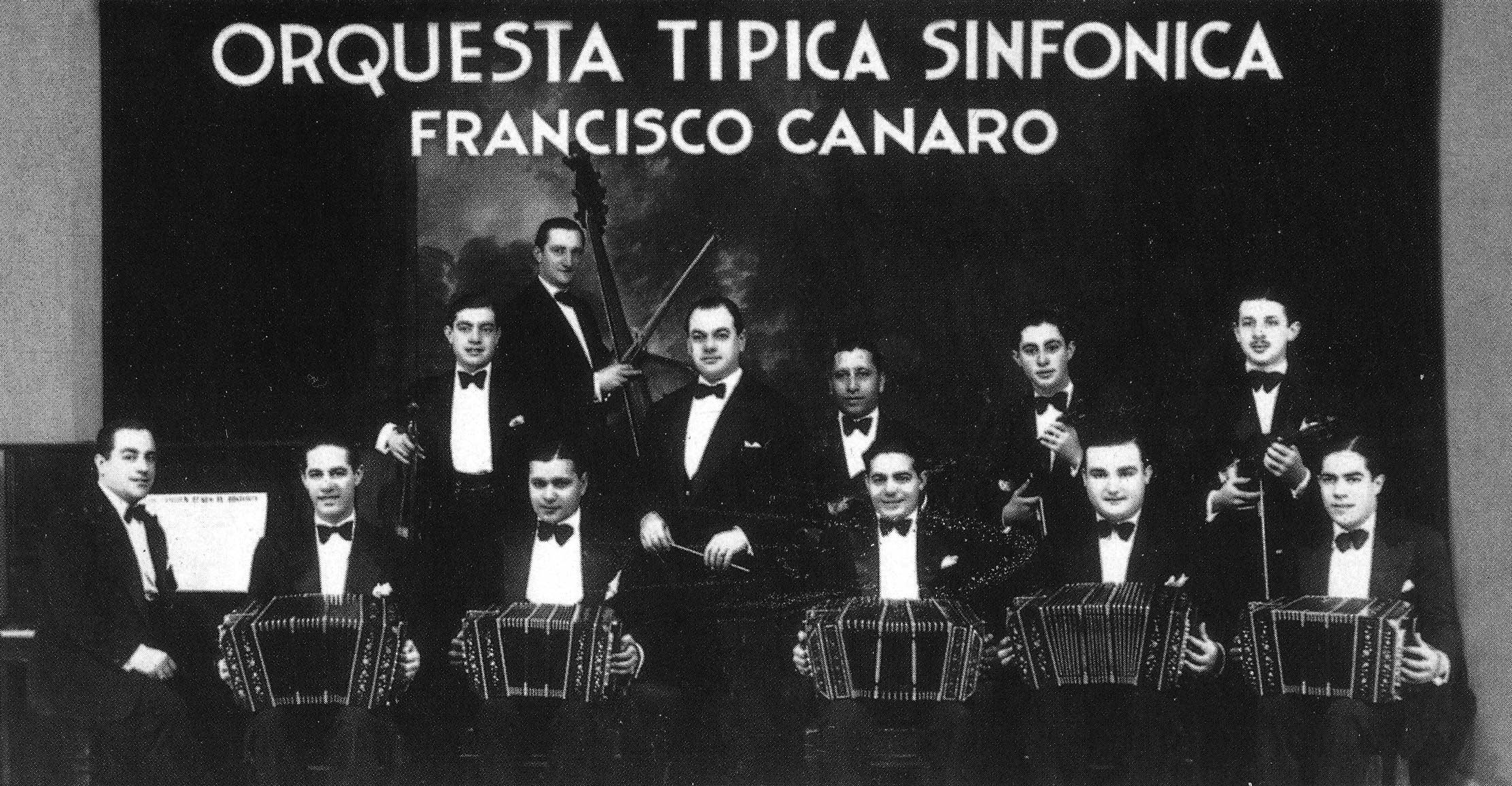
Франсіско Канаро (1888-1964), один із батьків типового оркестру танго. Він створив типовий секстет у 1910-х роках та симфонічний оркестр танго у 1930-х.

1916 року уругвайський емігрант Франсіско Канаро формує в Буенос-Айресі типовий оркестр у формі секстету (два бандонеони, дві скрипки, фортепіано й контрабас) з інструменталістів першого щабля: Хосе Мартінес (фортепіано), Освальдо Фреседо й Педро Політо (бандонеони), Рафаель Рінальді (скрипка) й Леопольдо Томпсон (контрабас). Цей склад інструментів стане типовим для танго протягом наступних десятиліть і таким чином будуть сформовані перші відомі оркестри. Канаро, який окрім усього був ще й плідним композитором, став першою великою зіркою танго, і першим, кого запрошували виступати на вечірки для багатіїв. У прийдешні роки він здобуде неймовірну міжнародну популярність, він стане зіркою радіо, грамплатівок, музичного театру та креольського сайнете, зробить понад 3 500 записів та накопичить такі статки, що його ім'я стане синонімом мільйонера у повсякденному мовленні: «він багатший за Канаро». Серед його численних пісень найзначущішими є «Madreselva» («Козолист»), «Sentimiento gaucho» («Почуття гаучо») і «Se dice de mi», яку згодом пов'язуватимуть із Тітою Мерельйо.

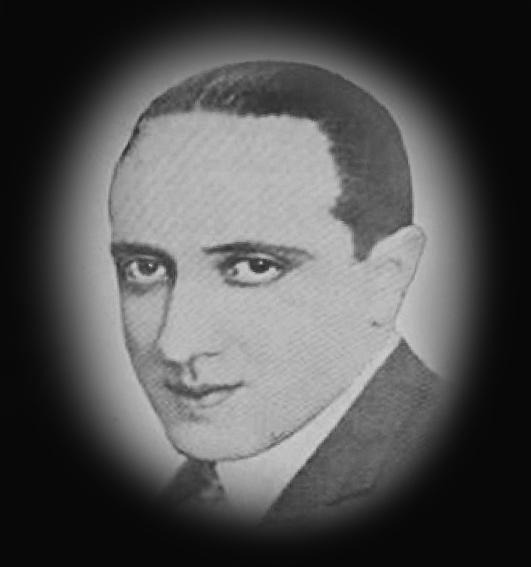
Уругваєць Херардо Бечо Матос Родріґес (1897-1948), у свої 19 став автором танго "La cumparsita", яке послугувало блискучим завершенням доби Старої гвардії.

Стара гвардія знайшла своє безсмертне відображення в інструментальному творі «La cumparsita» («Маскарадна група», «Масовка»), складеному молодим дев'ятнадцятирічним монтевідейцем Херардо Матосом Родріґесом. 1916 року Роберто Фірпо аранжує його та вперше виконує в Монтевідео. Його назва пов'язана з маскарадними групами на карнавалах — народних гуляннях, з якими асоціювалося танго з моменту свого виникнення. Багато років по тому Енріке Педро Мароні та Паскуаль Контурсі напишуть її найвідоміший текст («si supieras / que aún dentro de mi alma...»), а Карлос Ґардель запише її, перетворивши на світовий успіх.
Карлос Ґардель (1890-1935), який починав як співак у політичних комітетах, де переважала паяда, і який з часом у дуеті з Хосе Раццано виконував креольські мотиви, 1917 року уперше заспівав танго «Mi noche triste» («Моя сумна ніч») Самуеля Кастріоти та Паскуаля Контурсі, мотив та виконання якої означив виникнення нового жанру танго-пісні. Ґардель вносить кардинальні зміни та популяризує танго, адже своїм неперевершеним вокалом він доповнив здобутки композиторів та інструменталістів, адже в ті часи все ще не існувало великих співаків танго, рівно як і відповідної до стилю манери співу. Цей дует проіснує до 1925-го, коли Ґардель почне свою сольну кар'єру. Разом із Ґарделем та «Mi noche triste» починається ера танго-пісні.
Дельфіно завершить трансформацію пісенного танго 1920 року своєю «Мілонгітою (Естерсітою)», в якій скоротить танго до двох частин, на відміну від танго Старої гвардії, що складалися з трьох частин, і врешті утвердить бінарну форму танго-пісні (строфа та приспів), та зробить цю структуру стандартною.
Після завершення Першої світової війни 1918 року та відновлення міжнародних сполучень, у світі, якому платівки та німе кіно розпочали еру глобального поширення музики й танців, протягом 1920-х, танго перетворилося на «один із найпопулярніших салонних танців Європи», не лише в Парижі та Іспанії, куди стікалися аргентинські музиканти танго, але й у східноєвропейських країнах, як Польща, де виникне їдиш-танго, чи СРСР.
1920 року Касіміро Аїн (Лечеріто) та його партнерка Жасмін виграють Чемпіонат світу з танців, який відбувався в театрі Мариньї у Парижі, а 1 лютого 1924-го той самий танцюрист станцює танго «Аве Марія» Канаро перед папою Пієм XI під час виступу, організованому посольством Аргентини.
1921 року Ґардель і Раццано записують пісню на вірш одного невідомого поета Селедоніо Флореса (1896-1947) «Марго», що містить чимало арготизмів лунфардо:
Ще здалеку тебе стрітить – безсоромне стервенятко,
породив яку, злиденну, безталанний аррабаль...
Та не все можна продати, хоч би й тії оченятка,
її пози й ноженята,
її тіло, що так звикло одягатися в перкаль.— «Марго» Каледоніо Флореса та Ґарделя-Рікардо

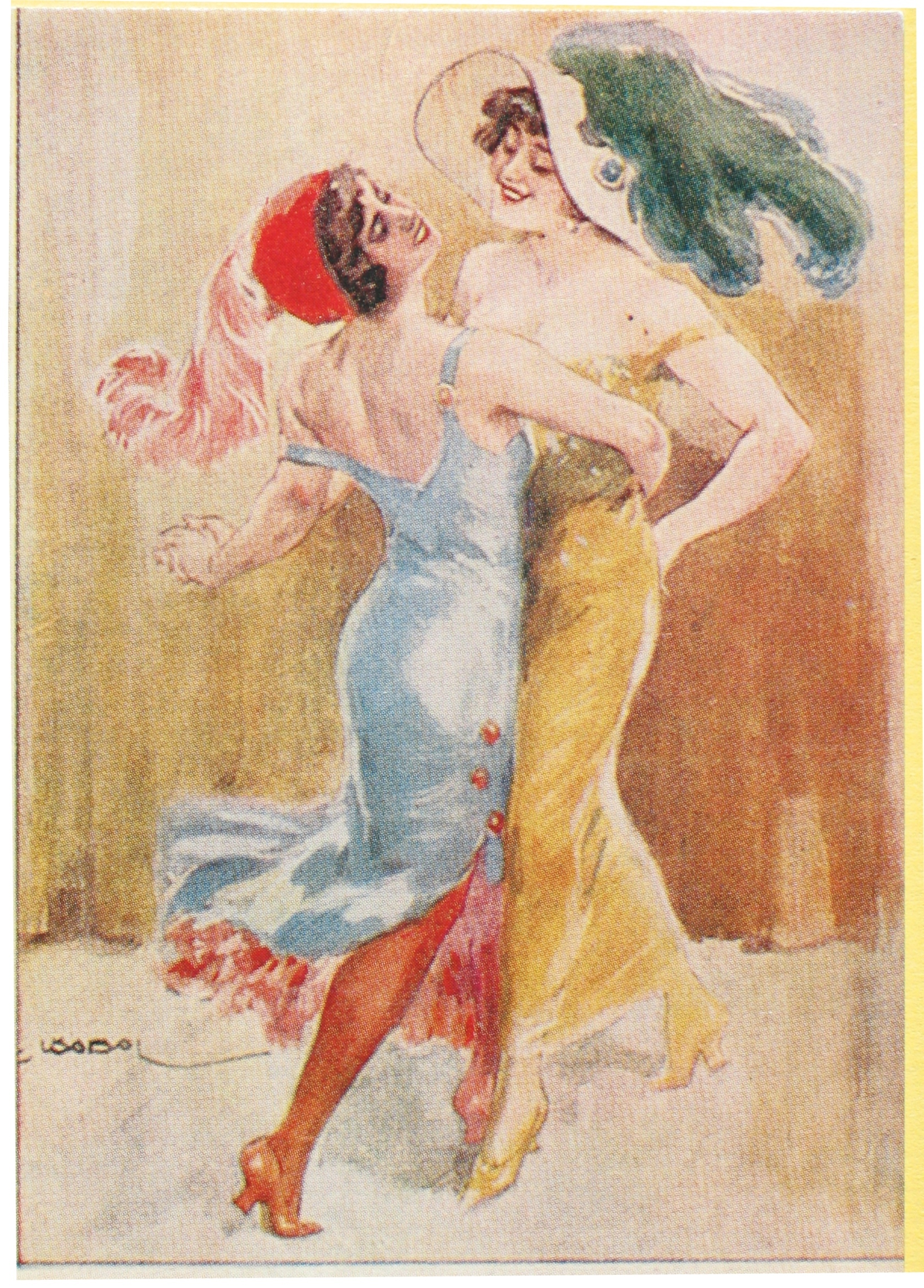
Жінки, що танцюють танго. Радянська листівка часів НЕПу.

Відтак Флорес напише ще кілька відомих пісень, які ввійдуть в історію танго: «Mano a mano», «El bulín de la calle Ayacucho» та відому «Corrientes y Esmeralda» («Amainaron guapos junto a tus ochavas, cuando un cajetilla los calzó de cross, y te dieron lustre las patotas bravas allá por el año... novecientos dos...»).
Серед великих співаків, які створили танго-пісню, окрім Ґарделя, варто зазначити Іґнасіо Корзіні, «співака-кабальєро», який 1922 року вибухне успіхом із піснею «Patotero sentimental» («En mi vida hubo mucha minas, pero nunca una mujer»); Мануеля Ховеса й Мануеля Ромеро, трохи згодом Аґустіна Маґальді. Ґардель, Корсіні та Маґальді — це так звана «золота трилогія» танго, яка стане передвісницею Нової гвардії.
На цьому етапі танго формалізується. Бандонеон, фортепіано, типовий оркестр танго, якість співаного танго, неперевершений танок, географічне поширення і міжнародний успіх стали основою для якісно нового стрибка, який приведе до настання доби Нової гвардії.

## Нова гвардія
Нова гвардія є періодом, під час якого танго перебуватиме на піку своєї популярності у світі, і під час якого почнуть виокремлюватися індивідуальні стилі тих чи інших артистів. Через значущий вплив, який справило оркестрове аранжування, запроваджене Хуліо де Каро, багато дослідників називають цей етап «добою де Каро». Нова гвардія збігається в часі з періодом масового поширення інформації, спричиненого винайденням радіо та звукового кіно; вона характеризується всенародною популярністю танго-пісні та так званою Золотою добою 1940-х.

### Трансформація

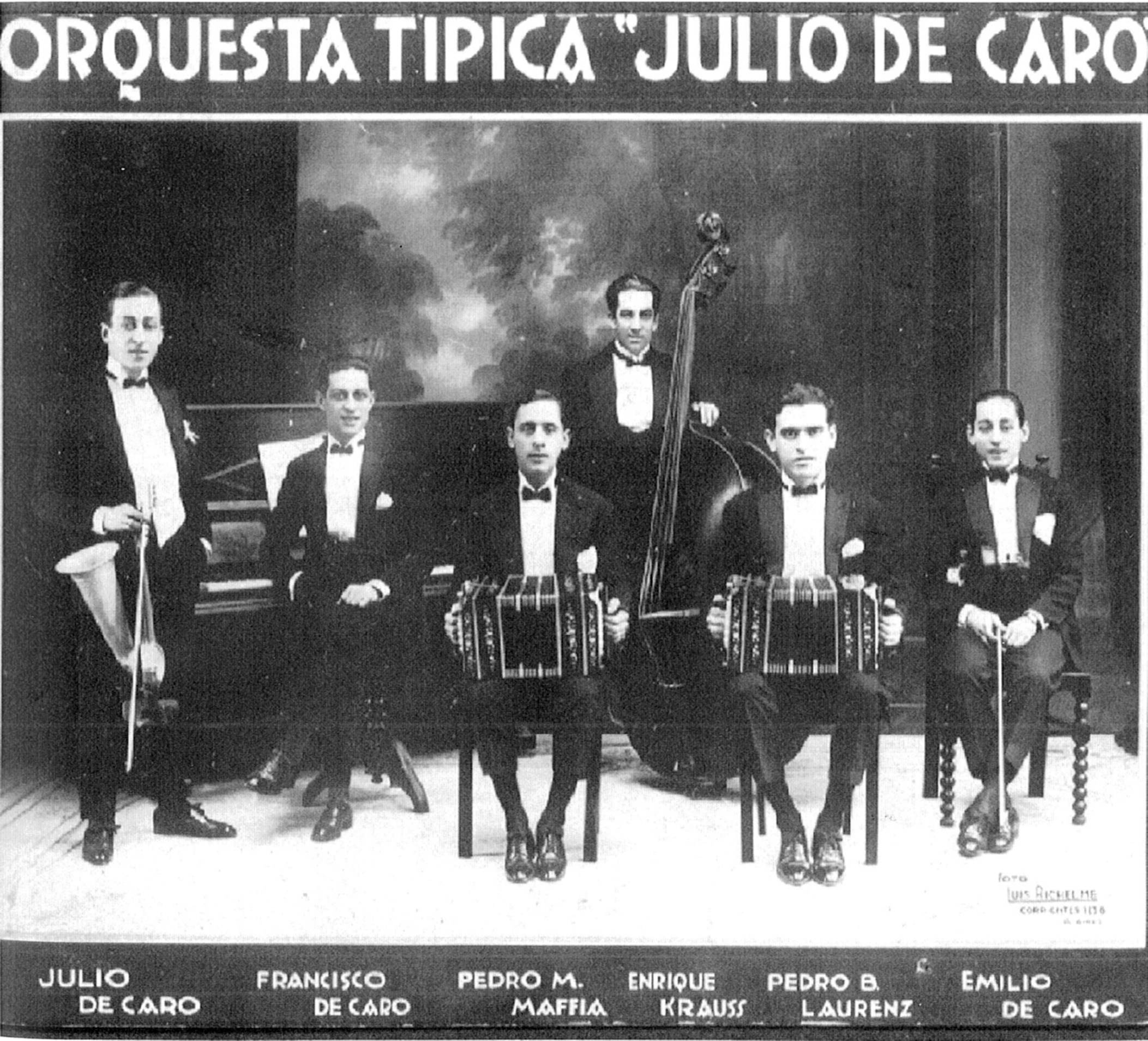
Відомий секстет Хуліо де Каро кардинально видозмінив танго, створивши неповторне звучання, яке згодом перетвориться на класику.

1924 року двадцятип'ятирічний Хуліо де Каро зібрав свій відомий секстет, який докорінно видозмінив звук танго. Ансамбль складався з братів де Каро Франсіско (фортепіано) та Еміліо (скрипка), бандеоніста Педро Маффіа, контрабасиста Леопольдо Томпсона та другого бандеоніста Луїса Петручеллі. Дещо згодом Педро Лауренс замінить Петручеллі, створивши разом із Маффіа найкращий в історії дует бандеоністів.
Де Каро приніс у танго нові віяння, що базувалися на музичній гармонії, яка з часом набуде шаленої популярності, завдяки чому почнуть говорити про так званий «декаризм». Власне кажучи, де Каро скористався зі своїх глибоких музичних знань, яких він перейняв від свого батька, і які закріпив завдяки строгій консерваторній освіті, створивши меланхолійне й сентиментальне оркестрове звучання, сповнене різних відтінків. З технічного погляду де Каро варто завдячувати інновації, яку навряд чи змогли б уловити шанувальники танго, але яка мала чимале значення для його виконавців, а саме — зміні музичного такту два через два, або дві чверті (2/4), на чотири через вісім (4/8), що своєю чергою ідеально збігалося з базовими кроками танцю. Освальдо Пульєзе таким чином пояснює зародження школи де Каро:
Найпоширенішим типом секстету є так званий класичний «декарівський» сексет, який здобув свою остаточно визначену структуру під час акомпанування до німого кіно, і в основі якого є аранжування для дуету бандонеонів, або для сольного виконання на кожному з них. Для скрипок так само передбачалося дуетне або сольне виконання під акомпанемент фортепіано, як от у випадку Франсіско де Каро, що почав створювати «єйте» (лунф. «секрет», «хитрощі», «мастацтво»), під які невблаганно підлаштовувався контрабас, завдяки чому і визначилася подальша манера виконання танго.— Освальдо Пульєзе 
Роль Педро Маффіа не обмежилася участю в історичному секстеті де Каро. Маффіа став музикантом, який вповні розкрив потенціал бандонеону в танго. Хуліо Нудлер писав про це так:
Не відомо, завдяки чому дон Педро Маффіа віднайшов у глибині бандонеону ті звуки, які до того ніхто не в змозі був віднайти. Оскар Дзуккі… пояснює, що до своєї появи у другому десятилітті XX ст., бандеоністи зазвичай підлаштовували свій інструмент під флейту, яка з часом була витіснена з перших квартетів, та пересувні катеринки. Після того, як у дитинстві Маффіа натерпівся знущань свого жорстокого батька, який змушував його ходити з простягнутим капелюхом після кожного виконання танго, саме він привніс у цей народний жанр бандонеон, який відсунув назад грайливу Стару гвардію, і надав йому важкого, самозаглибленого, мрійливого й почасти сумного звучання.— Хуліо Нудлер
Не зважаючи на те, що де Каро не надто звертав увагу на спів, танго Нової гвардії буде ґрунтуватися на поєднанні декарової школи в інструментальному плані та ґарделевої у вокальному. В Аргентині Національний день танго відзначається щороку 11 грудня, адже саме цього дня народилися Карлос Ґардель і Хуліо де Каро.
Завдяки інноваціям у композиції пісень наприкінці доби Старої гвардії співане танго знайшло три свої вияви: танго-мілонга, танго-романс і танго-пісня. Музично-поетична складність, якої досягнув жанр, стала стимулом для виникнення цих нових стилів. За словами Орасіо Феррера «лише починаючи з Нової гвардії можна говорити про цілковито індивідуальні стилі та особливості виконання».
У ту пору починають з'являтися оркестри з іншими стилями. «Хлопак із Патерналю» Освальдо Фреседо став розробляти свій власний стиль ще до появи секстету Хуліо де Каро і здобув неймовірний успіх у другій половині 1920-х. Працюючи з новими звуками, такими, як арфра, вібрафон і навіть барабан, і надаючи особливу роль співаку, він витворив елегантний стиль, якому віддавали перевагу представники вищих верств населення.
З оркестру Фреседо починав відомий піаніст Карлос ді Сарлі, який успішно втілював індивідуальний стиль у різних оркестрах під своїм керівництвом, починаючи з 1920-х, і який досягне вершини успіху разом зі співаком Роберто Руфіно вже в 1940-х.

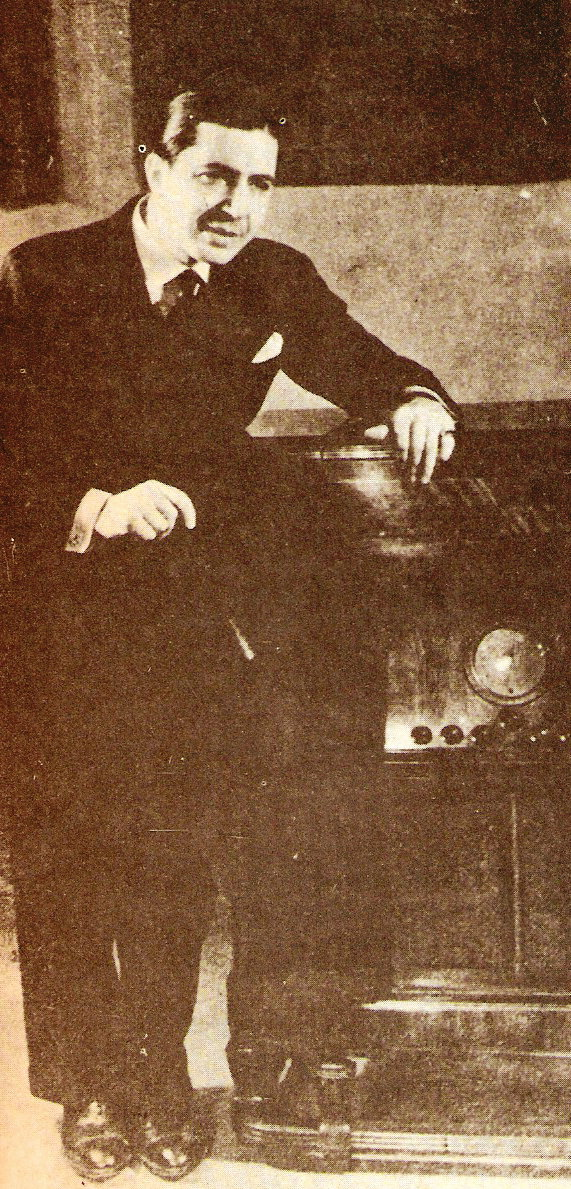
Всесвітній символ танго автор і виконавець Карлос Ґардель перетворився на зірку світового масштабу завдяки поєднанню голосу та зображення у звуковому кіно.

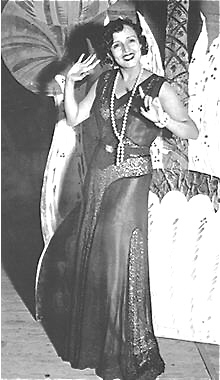
Софія Босан, Чорнявка, — співачка, яка у 1920-х досягла популярності, співмірної з Ґарделевою.

1925 року Карлос Ґардель розпочинає сольну кар'єру, і впродовж наступних десяти років буде світовою знаменитістю, аж поки 1935 року не загине в авіакатастрофі в Колумбії на піку своєї популярності. Ґардель прославився як автор і виконавець пісень разом зі своїм автором текстів Альфредо Ле-Перою, завдяки таким танго, як «El dia que me quieras» («День, коли ти мене покохаєш»), «Por una cabeza» («Головою»), «Sus ojos se cerraron» («Її очі заплющилися»). Окрім того, Ґардель широко застосовуватиме нові можливості поширення інформації, які відкрило звукове кіно, зігравши ролі у фільмах студії Парамаунт, що їх бачив увесь світ, зокрема у таких повнометражках, як Вогні Буенос-Айреса (1931) — разом із популярною співачкою Софією «Чорнявкою» Босан –, Почекай мене (1933), Мелодія околиць (1933), Угору схилом (1934), Танго на Бродвеї (1934), Танго-бар (1935) та День, коли ти мене покохаєш (фільм) (1935). Завдяки неповторній манері поєднання звуку та зображення Ґардель стане народним кумиром у всій Латинській Америці. Поет та режисер Улісес Естрелья у статті «Кіно, яке оспівав Ґардель» так говорить про відому «принаду Карлоса Ґарделя»:
Вуха, прикуті до фонографа, вслухалися у ритм кроків танго. Очі захоплювалися жестами, поглядами, принадами. Передусім принадою Ґарделя: фотогенічне обличчя, сповнені чорнотою брови, незмінна усмішка, хусточка, краватка в горошок, смугаста сорочка, капелюх, одягнений набакир.— Улісес Естрелья 

Незадовго до того гучного успіху зазнала Росіта Кіроґа, співачка, роки слави якої припали на 1923-1931. У 1930-ті на передній план виходять нові керівники оркестрів, що мають неповторний індивідуальний стиль, такі, як Хуан д'Ар'єнцо, якого називали «Королем ритму» завдяки своєму потужному ритмічному стилю, і Хуан де Дьйос-Філіберто зі своїм Буенос-айреським оркестром, сповненим нових звучань, завдяки використанню кларнету, флейти й гармоніки; цей музикант є також автором легендарних композицій «Caminito» («Доріжка»), «Malevaje» («Юрба»), «Quejas de bandoneón» («Туга бандонеону»). На міжнародній арені сенсацією стає танго «Jalousie» («Ревнощі») данського композитора Якоба Ґаде, яке відтак стане одним із найпопулярніших танго в історії.
Також у цей час починають творити два найбільші поети танго, найвидатніші представники Золотого віку 1940-х Омеро Мансі («Malena», «Milonga sentimental», «Sur», «Barrio de tango») і Енріке Сантос Діссеполо, творець безсмертних пісень, сповнених песимізмом й емоційним стражданням, які стануть символами танго як такого: «Cambalache», «Uno», «Esta noche me emborracho», «Chorra», «Malevaje», «Yira, yira», «Alma de bandoneón», «Cafetín de Buenos Aires».
Важливу роль у розповсюдженні танго в те десятиліття зіграли радіо, яке транслювало наживо виступи танго, та аргентинський кінематограф, який був знаний в усьому іспаномовному світі. Студія «Argentina Sono Film» випустила перший фільм у 1932 році (власне він і називався «Танго!»), в якому зіграли ролі відомі місцеві музиканти, співаки й танцюристи танго. За тиждень після ціього студія «Lumiton».  випустила кінокартину «Три захоплення», в якій ішлося про три пристрасті аргентинців: футбол, танго і радіо. Ось деякі найвідоміші стрічки про танго того десятиліття:
- «Душа бандонеону[es]» («El alma del bandoneón»), 1935, Маріо Соффічі, у головній ролі Лібертад Ламарке. Тут вперше заграли танго «Cambalache[es]» Енріке Сантоса Діссеполо;
- «Ночі Буенос-Айреса[es]» («Noches de Buenos Aires»), 1935, Мануеля Ромеро[es]; в головній ролі — Тіта Мерельйо;
- «Буенос-Айреські мелодії[es]» («Melodias porteñas»), 1937, Хосе Луїса Мольї Барта[en]; сценарист — Енріке Сантос Діссеполо; продюсер — Хуан д'Ар'єнцо[es];
- «Козолист[es]» («Madreselva»), 1938, Луїса Сесара Амадорі[es], Лібертад Ламарке і Уґо дель Карріля, в основі якого лежить відоме танго, написане самим Амадорі в парі з Канаро;
- «Життя - це танго[es]» («La vida es un tango»), 1939, Мануеля Ромеро, Уґо дель Карріля і Сабіни Ольмос[es];
- «Життя Карлоса Ґарделя[es]» («La vida de Carlos Gardel»), 1939, Альберто де Савалії[es]; в головній ролі — Уґо дель Карріль;
- «Доріжка слави[es]» («Caminito de gloria»), 1939, Луїса Сесара Амадорі, в головній ролі Лібертад Ламарке; в основу покладено пісню «Caminito[es].

### Золота доба

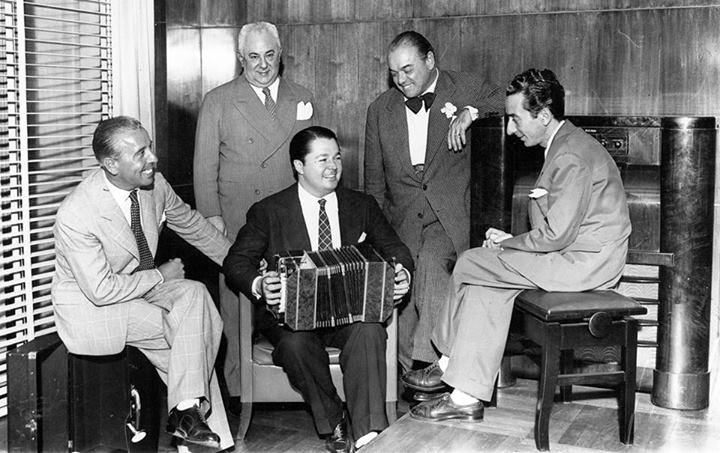
Анібаль Тройло, Франсіско Канаро, Хосе Раццано, Енріке Сантос Діссеполо і Освальдо Фреседо 1944-го

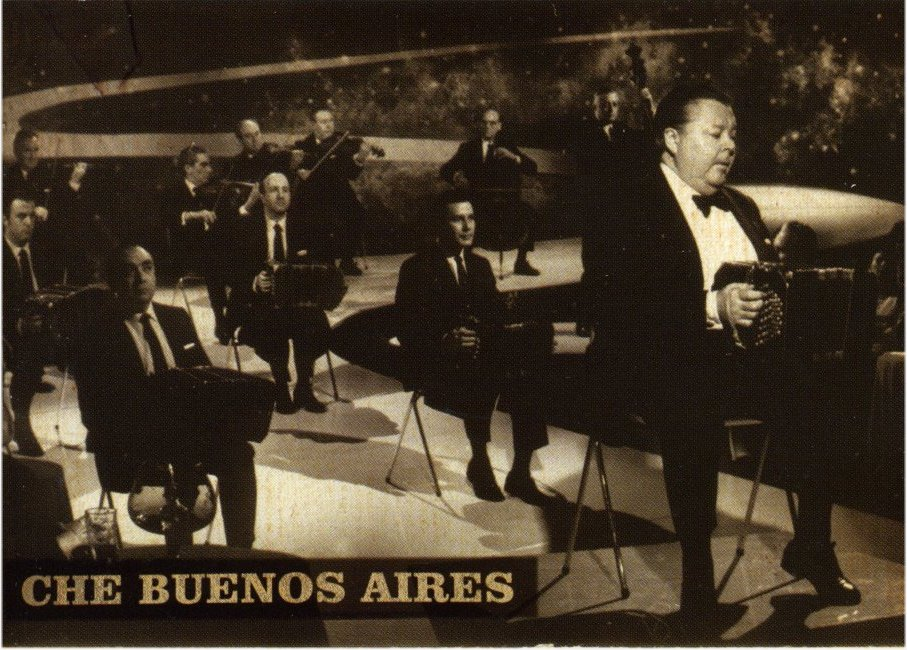
Бандеоніст Анібаль Тройло (Пічуко) (1914-1975) та його оркестр були найбільшими зірками золотої доби танго.

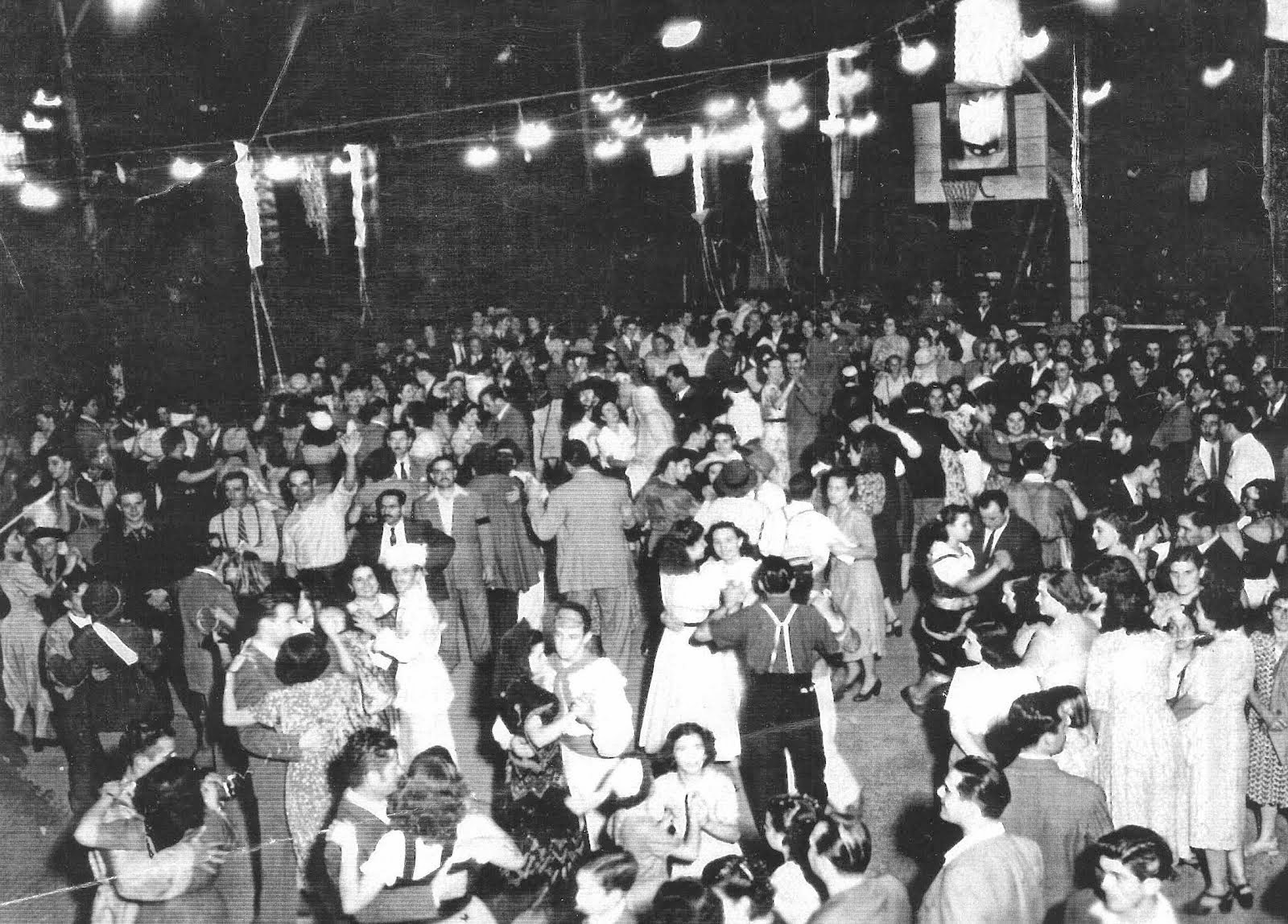
Виконання танцю танго в одному з буенос-айреських клубів під час карнавалів у 1950-х.

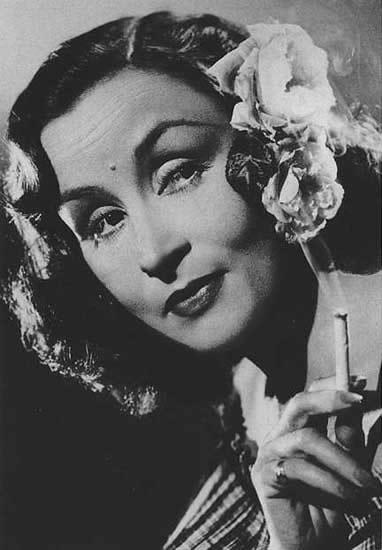
Тіта Мерельйо, актриса та співачка, що здобула приголомшливу популярність у всій Латинській Америці, одна з найвидатніших жінок в історії танго, знаменита, завдяки власній версії пісні "Se dice de mí".

Десятиліття 1940-х вважається золотою добою танго, кульмінаційним моментом Нової гвардії, завдяки поєднанню кількості з якістю. Співак Альберто Кастільйо поставив одного дня спектакль «Cuarenteando» (приблизний переклад «У стилі сорокових»), в якому він відсилав до цієї золотої епохи, занепад якої збігся в часі з піднесенням фольку та року.
Золота доба танго збігається з формуванням перонізму в Аргентині та приходу до влади Хуана Домінґо Перона 1943 року, та його повалення 1955-го. За власним визначенням, перонізм був «державно-народним рухом», який був тісно пов'язаний із робітничим класом та профспілками. Багато з видатних постатей світу танго були відкритими пероністами: Омеро Мансі, Енріке Сантос Діссеполо, Уґо дель Карріль (автор Пероністського маршу), Анібаль Тройло, Франсіско Канаро, Неллі Омар, Ектор Мауре, Маріано Морес, Чола Луна.
1940-ві були часом великих оркестрів, масових виконань танго із живою музикою і часом потужного поширення танго завдяки радіо та телебаченню. Танго був музикою й танцем цілого покоління. Танго чулося в десятках кафе і кабаре, його танцювали в кондитерських, клубах, профспілках і на карнавалах. В Буенос-Айресі лише в клубах El Nacional, Marzotto, Ebro Bar, Germinal, Tango Bar, Benigno, Argentino, Buen Orden та кондитерських Richmond, Olmo, Sans Souci, Le Toucan, Tabú, El Cairo, Picadilly не танцювали танго. Кабаре були найважливішим форпостом танго, як от Chantecler, Marabú, Tibidado, Tabaris. Найголовнішими салонами танго були Palermo Palace в Японському парку, Monumental de Flores і Salón Lavalle у Луна-парку, Centro Region Leonesa і Unione e Benevolenza. Великі футбольні клуби організовували танці наприкінці тижня і під час масових карнавалів. У кожному з цих місць наживо грали оркестри танго, а центром життя танго був проспект Корр'єнтес.
За словами представників Національної академії танго Аргентини, музиканти, які починали свою кар'єру ще за часів Старої гвардії, а також ті, що своєю творчістю викшталтували Нову гвардію, у сорокових роках зазнали моменту «піднесення».
Серед музикантів золотого десятиліття найбільшої слави досягнув бандеоніст Анібаль Тройло (Пічуко) разом зі своїм оркестром. Велося багато дискусій щодо того, що саме зробило Тройло центральною фігурою доби найбільшої величі й масовості танго, серед сонму інших музикантів. П'яццолла, який близько його знав, визначав його як «монстра інтуїції» , як музиканта, що володів чуттям, здатним витворювати «найчистішу й водночас найбагатшу сутність танго».
Разом із Тройло в різні роки співпрацювали такі співаки: Франсіско Фйорентіно (1937-1944) , Альберто Маріно(1943-1947), Флореаль Руїс (1944-1948), Едмундо Ріверо(1947-1950) та Рауль Берон (1949-1955). Після 1955-го в оркестрі Тройло співатимуть Анхель Карденас, Роберто Руфіно, Роберто Ґоєнече, Ельба Берон, Тіто Реєс і Неллі Васкес.
Співпрацюючи з Тройло в рамках його оркестру або поза ними, розкрилося чимало видатних музикантів, які стануть культовими протягом наступих десятиліть, як от Астор П'яццолла, гітарист Роберто Ґрела, піаніст Освальдо Берліньєрі, бандеоністи Ернесто Баффа, а згодом і Рауль Ґарельйо. Хіти Тройло вимірюються десятками, серед них інструментальні «Responso» і «Recuerdos de bohemia», пісні «Sur», «Barrio de tango» і «Che bandoneón»; «La última curda» написана разом із Омеро Мансі, «El último farol», створена у співпраці з Катуло Кастильйо, а також «Pa' que bailen los muchachos» за участю Енріке Кадікамо.
Тим не менше, під час золотої доби існувало чимало інших оркестрів, починаючи з таких, що очолювалися знаними музикантами попередніх поколінь, як от Фреседо, Канаро, Фірпо, ді Сарлі, де Каро, і закінчуючи новими оркестрами з новітніми стилістичними підходами.
Серед останніх виділяється Хуан д'Ар'єнцо та його популярний стиль, який вирізнявся поверненням до колишнього ритму два через чотири (2/4), створивши жвавіше та швидше танго, яке було ідеальним для танцювального виконання, як от нові версії «La cumparsita» та «La puñalada», записи яких розлетілися світом мільйонними тиражами. Для д'Ар'єнцо співали такі співаки, як Ектор Мауре.
Оркестр Освальдо Пульєзе, відомий завдяки таким успішним пісням, як «La yumba», здобув славу основоположника авангардного танго разом зі співаками Роберто Чанелем, Альберто Мораном, Хорхе Відалем, Хорхе Масьєлем і Міґелем Монтеро.
Оркестр Анхеля д'Аґостіно здобув популярність завдяки простим мелодіям та витонченому вокалу Анхеля Варґаса, разом із такими піснями, як «Tres esquinas».
Оркестр Лусіо Демаре, автора музики до пісні «Malena», слова до якої написав Омеро Мансі, що вирізнялася вишуканим фразуванням фортепіано та голосів Хуана Карлоса Міранди, Рауля Берона й Орасіо Кінтани.
Іншим відомим оркестром 1940-х був оркестр Осмара Мадерни, якого називали Шопеном від танго, що пом'якшив ритмічні форми танго, створивши романтичний і легкий звук, який зазвучав особливо вишукано завдяки скрипці Енріке Маріо Франсіні, бандонеону Едуардо Ровіри, Армандо Понтьєра й Домінґо Федеріко, та вокалу Рауля Іріарте, та запам'ятався такими композиціями, як вальсом «Pequeña», інструментальною «Lluvia de estrellas» та тангованою версією «Польоту джмеля» Римського-Корсакова.
Так само, як і у випадку оркестру д'Ар'єнцо оркестр Альфредо де Анхеліса основну увагу звернув на танець та добір хороших вокалістів, що знайшло свій вияв у використанні дуетів, найвідомішим серед яких був дует Карлоса Данте та Лало Мартеля.
Піаніст Орасіо Сальґан зібрав оркестр, який надав танго «негритянські нотки» з елементами бразильської музики та джазу. Музика цього оркестру здобула визнання лише за часів авангардного танго 1960-х.
Оркестр Міґеля Кало, в якому співав Рауль Берон, Альберто Подеста й Рауль Іріарте, нагадував оркест Пічуко, і так само став школою, що сформував чимало виконавців танго, а також прославився високою технічністю та популярністю.
Насамкінець, до великих оркестрів сорокових варто віднести оркестр Франсіні-Понтьєра, скрипаля й бандеоніста, яким удалося створити «магічну єдність», з якої виник унікальний мілонговий стиль, що використовував аранжування Архентіно Ґальвана та вокал Берона, Руфіно, Альберто Подеста та молодого Хуліо Соси, що недавно перебрався до Аргентини. Серед їхніх найпопулярніших композицій виділяються «Nunca tuvo novio» у виконанні Руфіно та «El ciruja» у виконанні Соси.
Серед композиторів сорокових та п'ятдесятих років так само привертав увагу Маріано Морес, автор танго «Cuartito azul», ««Uno», «Adiós pampa mía », «Taquito militar», «Tanguera», «Gricel», «En esta tarde gris», «Cafetín de Buenos Aires», «El firulete», «Cristal», «Frente al mar» та багато інших.
Серед авторів текстів золотої доби особливо відзначалися Енріке Сантос Діссеполо, Омеро Мансі, Енріке Кадікамо та Катуло Кастильйо. «Діссеполін» відзначався текстами, сповненими страждання та песимізму, Мансі та Кастильйо — елегійними мотивами та метафорами, що відносили слухачів до народної культури, а Кадікамо — модерністськими алюзіями, що сформувалися під впливом великого нікарагуанського поета Рубена Даріо.
Серед кінофільмів на тематику танго варто відзначити стрічку «Історія танго», головну роль у якій зірково зіграла співачка Вірхінія Луке.
1950 року танго вперше випередила у продажах популярна фольклорна пісня «El rancho 'e la Cambicha» у виконанні Антоніо Тормо, якого називали «співцем чорнявих голів». Розпочався так званий фольклорний бум, що почав зароджуватися за два десятиліття до того, і був спричинений цього разу еміграцією до Буенос-Айреса селян із провінції та сусідніх країн. 1955 року білий американський співак на ім'я Елвіс Преслі почав співати негритянську музику, відому, як «рок-н-рол». Нові соціальні групи та нові покоління почали видозмінювали суспільну й мистецьку картину світу, привівши танго до його апогею. У другій же половині 1950-х «зірка танго почала згасати. Клуби почали скорочувати свої бюджети, а ансамблі — виконавців».
За збігом обставин, 1955 року Перона було позбавлено влади після державного перевороту. Численні музиканти танго, які підтримували режим (Уґо дель Карріль, Неллі Омар, Ектор Мауре, Аніта Пальмеро, Чола Луна), зазнали переслідувань через свої ідеї і практично перестали творити.

## Авангардне танго

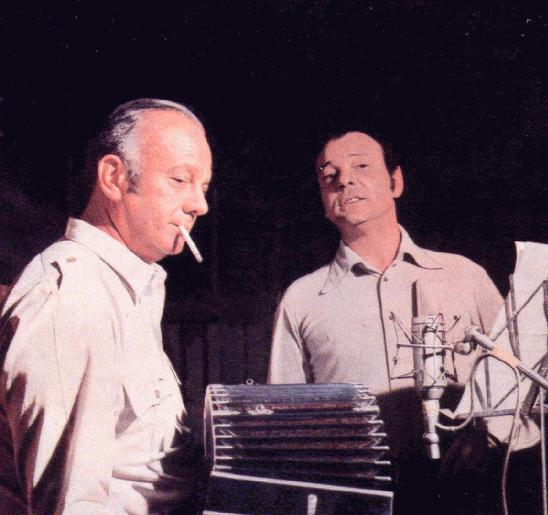
Дует Астора П'яццолли-Орасіо Феррера, який зіграв вирішальну роль у відродженні танго у 1960-х.

Упродовж 1950-х і 1960-х танго перестало бути найпопулярнішим музичним жанром і молодіжним танцем, як це було в попередні роки. Частково це пов'язано з тим, що в часи диктатури, відомої, як Визвольна революція, держава перестала займатися культурною політикою із захисту народних жанрів мистецтва, а частково через те, що з'явилися нові музичні течії. Для танго, за словами Енріке Думаса, настало «безталанне десятиліття»:
Я прийшов у танго в момент його відпливу, напередодні безталанного десятиліття 60-х. Неодмінно потрібно було створювати щось нове, щоб тебе всерйоз сприймала публіка, яка у своїй масі відкинуло танго, віддавши перевагу іншим ритмам, які задавали звукозаписувальні компанії, інтереси яких аж ніяк не відповідали національним.— Енріке Думас
З одного боку фольклорна музика та фольклорний бум 1950-х, а з іншого — фольклорне відродження 1960-1970-х, визначили найпопулярніші жанри народної музики.
З іншого боку, у ці десятиліття танго зіткнулося з контркультурним та протестом та конфліктом поколінь, спричиненими молодіжними рухами по всьому світу, зокрема Літо любові 1967-го, рух хіпі у США та Червоний травень 1968-го, які відзначалися двома спільними явищами — рок-н-ролом і сексуальною революцією. В Аргентині це проявилося в конфлікті поколінь щодо танго та року: танго вважалося музикою «старих», а рок-н-рол — музикою молоді .
Разом зі зростанням міжнародного ринку звукозапису та появою звукопідсилювальної апаратури, популярні молодіжні танці перемістилися в приміщення дискотек, танцмайданчиків і масових концертів, на яких панували численні різновиди танго, як от болеро,  романтична балада, кумбія, куартето, місцевий та міжнародний рок.
За таких умов танго почало видозмінюватися в бік музичних форм, які надавали перевагу танго, яке слухали, над танго, яке масово танцювали. З 1950-х у танго починають з'являтися інноваційні течії, представниками яких були, зокрема Маріано Морес й Орасіо Сальґан, в рамках яких здійснювалися експерименти зі звучанням і тематиками. Утім, незаперечним новатором танго був мар-дель-платець Астор П'яццолла, душа і серце так званого «авангардного танго».
Астор П'яццолла поєднував вечори класичної музики в театрі Колумба і пристрасть до Ігоря Стравінського та Бели Бартока, разом із ночами танго та роллю бандеоніста та аранжувальника в оркестрі Анібаля Тройло (1914-1975). Завдяки творчому поєднанню найрозмаїтіших музичних впливів, П'яццолла приніс у танго дисонуючі гармонії та потужні й напружені ритмічні основи, що кардинально видозмінили жанр. 1955-го він написав «Adiós Nonino», твір, який повністю зруйнував усю пісенну структуру, що її знали за часів Старої та Нової гвардій, та створив новий урбаністичний звук, який асоціювався з повоєнним світом та втілював жах від атомних бомб та панування телебачення. У подальшому П'яццолла продовжить видозмінювати своє звучання, як завдяки композиції, так і завдяки виконанню, створивши такі композиції, як «Lo que vendrá» («Прийдешнє»), «La muerte del ángel» («Смерть ангела»), «Buenos Aires Hora 0» («Буенос-Айрес, година 0»), «Decarísimo» («Декаризм») і «Milonga del ángel» («Ангельська мілонґа»).
Музика П'яццолли спричинила пристрасну дискусію серед традиціоналістів і новаторів на предмет того, чи «це» було танго чи ні. Кульмінацією цієї суперечки став Буенос-айреський фестиваль пісні, який проводився у Луна-Парку 1969-го, і на якому Астор П'яццолла та уругваєць Орасіо Феррер презентували танго «Balada para un loco» («Балада про безумця») у виконанні Амеліти Бальтар на відповідній танго-сцені фестивалю. Пісня спричинила нечуваний скандал, в результаті якого організаторам довелося навіть змінити правила, щоб «Balada para un loco» не здобула перемоги на фестивалі. Незважаючи на це, нова танго-пісня отримала всенародну популярність, особливо серед молоді, і стала хітом продажів у світі танго.
Дует П'яццолли-Феррера став автором інших популярних творів, як от вальсового танго «Chiquilín de Bachín» (1968) чи «оперети-танго» «Марія з Буенос-Айреса» (1967) — першого концептуального твору в історії танго.
У ті часи П'яццолла справив потужний вплив на зародження так званого «національного року» — особливого різновиду рок-музики, що зародився в Буенос-Айресі та співався іспанською мовою.
Тоді ж відбулася визначна зустріч між гітаристом Роберто Ґрелою та бандеоністами Анібалем Тройло та Леопольдо Федеріко; досягли піку слави співаки Хуліо Соса, Роберто Ґоєнече, дует Сальґана-де-Ліо і квінтет «Реаль», а також засновано квартет Седрона, яким керував Тата Седрон, і який випустив 1964 року новаторський альбом «Madrugada».
Танго почало долати той шок, який воно пережило, переставши бути популярним і досконалим молодіжним жанром, як це було в останні десятиліття, і почало модернізуватися, щоб згодом перетворитися на жанр, що не зважатиме на динаміку звукозаписувального бізнесу та використовуватиме весь потенціал неймовірно оригінального та емоційно експресивного звуку.

## Сучасний період

### І. Універсалізація
Під неймовірним впливом музики Астора П'яццолли, починаючи з 1970-х років, танго закріпило свій статус універсального жанру, що не зважає на тенденції звукозаписувального ринку. Аргентинський рок так само відчув значний вплив П'яццолли. Сам же музикант разом зі своїм електронним октетом докорінно змінив оркестрування танго, створивши ряд монументальних творів, якими він підкорив світ і завдяки яким він став одним із найвидатніших композиторів XX ст. Серед найвідоміших його композицій вирізняються: Música contemporánea de la ciudad de Buenos Aires, Las Cuatro Estaciones Porteñas, Libertango, Suite Troileana, Reunión Cumbre з Джеррі Малліґаном, Le Grand Tango, Concierto para Bandoneón y Guitarra: Homenaje a Lieja, Concierto para Bandoneón, Tres Tangos para Bandoneón y Orquesta, El exilio de Gardel, Five Tango Sensations. Також П'яццолла прославився співпрацею з такими відомими музикантами, як Жорж Мустакі, Мільва, Хайро й іншими музичними гуртами, написавши акомпанемент до більш, ніж 40 фільмів.
У це новаторське десятиліття з'явилося чимало інших цікавих авторів та виконавців, як от Еладія Бласкес («Con el corazón al sur», «Si Buenos Aires no fuera así», «Sueño de barrilete» тощо), Чіко Новарро («Cordón», «El balance», «Cantata a Buenos Aires»), Качо Кастанья («Café La Humedad»), сексет «Танго», секстет «Майор», хоровий октет Buenos Aires 8, який випустив унікальний альбом «Buenos Aires Hora 0»; нові елементи звучання були запропоновані Освальдо Берліньєрі(1928-2015) завдяки його грі на фортепіано та співпраці з Ернесто Баффою; молодий і романтичний вокал Сусани Рінальді, композиторська зрілість Леопольдо Федеріко; революційний альбом «Concepto» (1972) Атіліо Стампоне; Родольфо Медерос, якого вважали «флагманом нової буенос-айреської музикики 1970-х» тощо.
Насамкінець сюди варто додати Ґоєнече — «піщане горло», за визначенням автора-виконавця Качо Кастаньї, — який розвинув мистецтво «речитативного» танго, коли за парадоксальним збігом обставин досягнув піку своєї всенародної слави.
Занепад танго як масово популярного музичного й танцювального жанру спричинив підвищений інтерес до нього з боку численних аргентинських інтелектуалів. Після того, як у світ вийшли численні історіографічні інтерпретації танго, значна частина інтелектуалів стала критикувати політичні й соціальні устої країни. Потужна тенденція до «перонізації» інтелігенції матеріалізувалася в новому інтересі, який був викликаний історіографією танго.
Через два десятиліття занепаду та пристосувань, 1980-ті продемонстрували повернення танго в рамки міжнародної музики, але цього разу не як частина поп-музики, що визначається тенденціями звукозаписувального бізнесу, але як окремий жанр із власною музичною ідентичністю. Наприкінці 1981 року, у Парижі відкрився салон танго Trattoirs de Buenos Aires, у житті якого важливу роль відіграв секстет «Майор», а також Хуліо Кортасар, Едґардо Кантон, один із власників салону, і Тата Седрон, які разом записали однойменний альбом.

### ІІ. Відродження танго

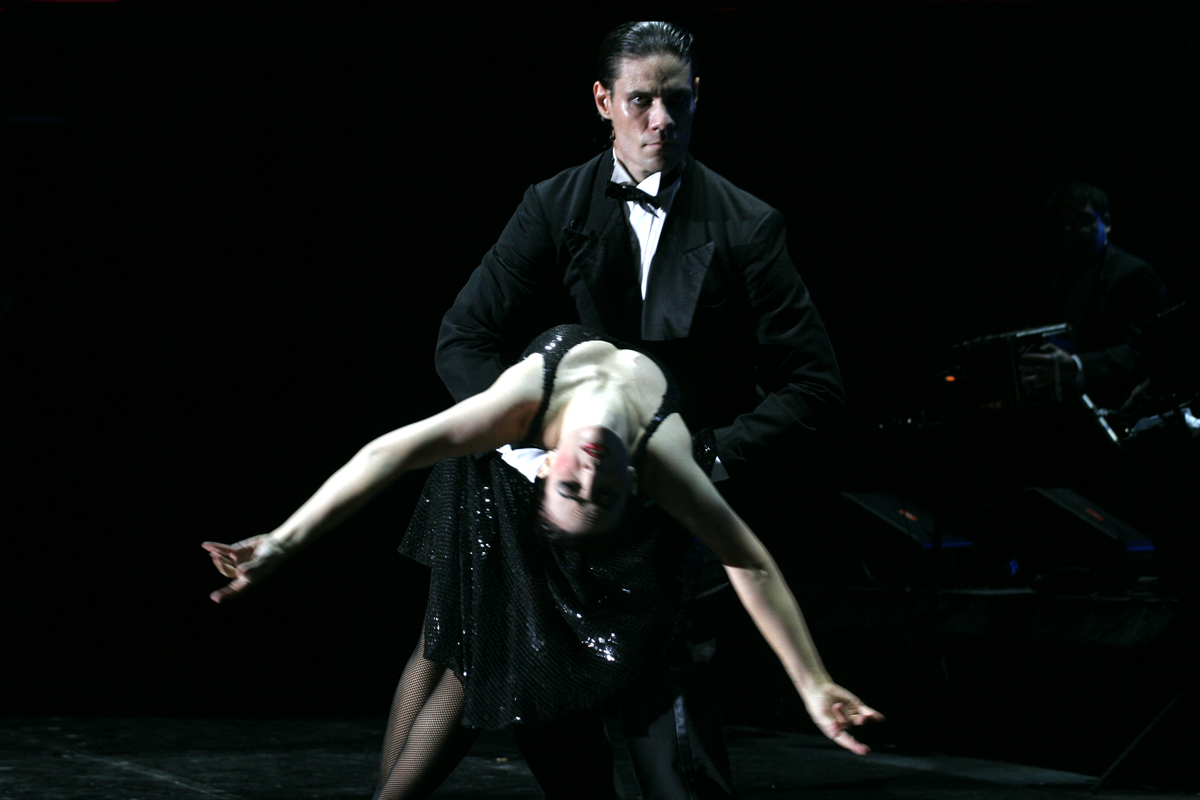
Спектакль "Аргентинське танго", поставлений у буенос-айреському обеліску 2011 року. Спектакль, створений Клаудіо Сеґовією та Ектором Ореццоллі1983 року став всесвітньо відомим протягом наступних десятиліть та суттєво вплинув на відродження танго в 1990-х.

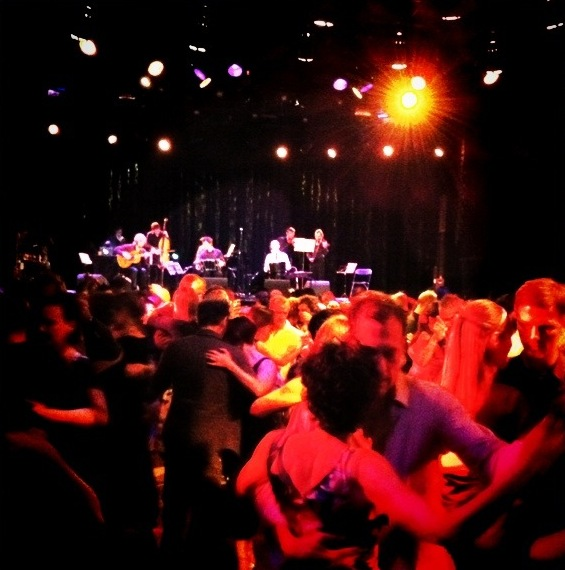
Мілонга під акомпанемент живої музики в Амстердамі.

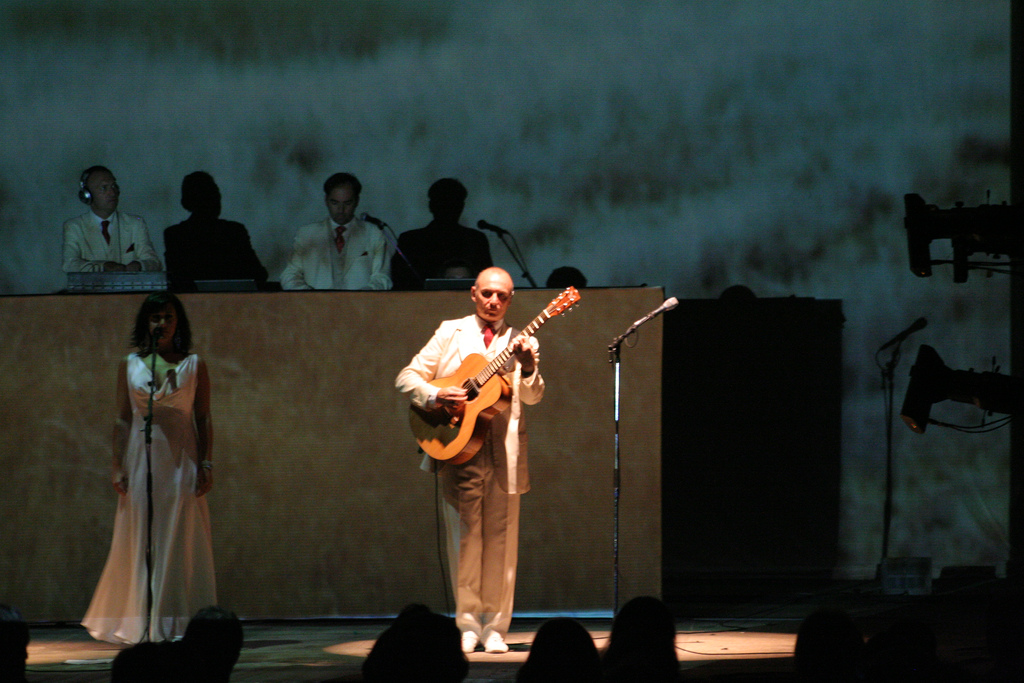
Gotan Project, створений 2000 року, дав поштовх виникненню напрямку електронного танго, яке здобуло всесвітнє поширення.

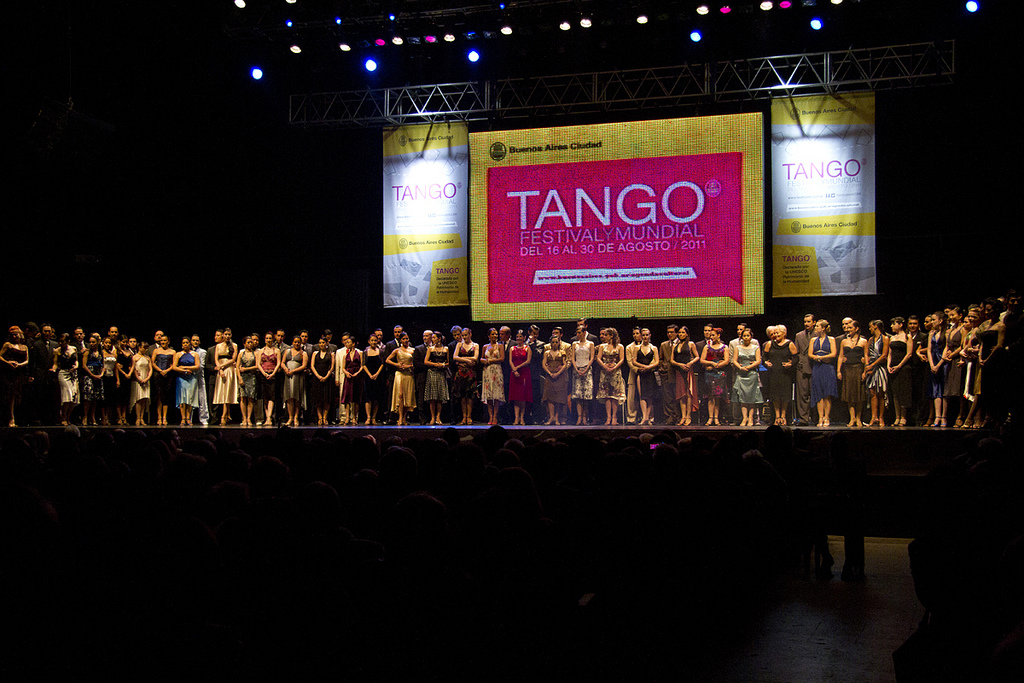
Всесвітній фестиваль та чемпіонат із танго щороку в серпні відбувається в Буенос-Айресі, починаючи з 2003 року. 2013-го його відвідали більше, ніж 500 000 осіб, перетворивши цей захід на наймасштабніше дійство танго у світі.

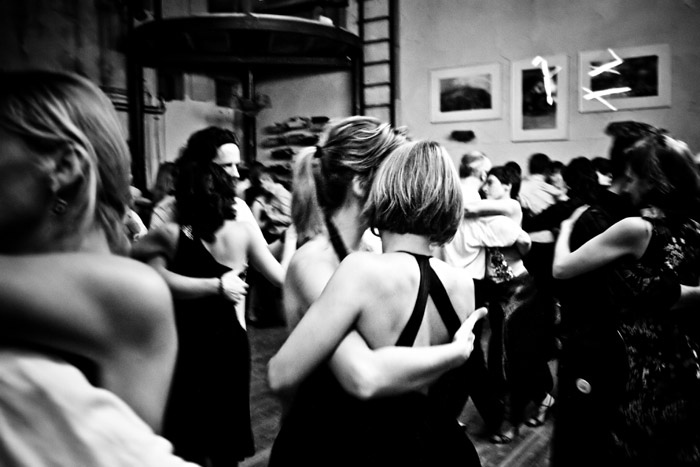
Такі течії, як квір-танго, та артисти, що надають танго гендерної перспективи, пропонують нові підходи до тіла, слів та ролей у танці.

1983 року збіжаться в часі дві вирішальні події, які вплинуть на відродження танго: відновлення демократичного режиму в Аргентині та прем'єра спектаклю «Аргентинське танго» в Парижі.
Танцюрист Педро «Індіанець» Бенавенте говорив про це так:
Люди поступово почали повертатися до всього народного, намагаючись віднайти власну ідентичність. Не забувай і про те, що за часів диктатури танго було заборонене. Були слова, які не можна було промовляти, салони, до яких не можна було навідуватися. Коли надворі збиралися кілька людей, це вже викликало підозри. Демократія ж нам повернула наші звички і традиції, які були так нам притаманні.— Педро Бенавенте
Того ж року в Парижі відбулася прем'єра спектаклю «Аргентинське танго», сценаристом та режисером якого були Клаудіо Сеґовія та Ектор Ореццолі, а ролі виконали танцівники Хуан Карлос Копес і Марія Ньєвес, Сесілія Нарова, Карлос і Марія Рівароли, Майораль і Ельса Марія, Неліда Родріґес і Нельсон Авіла (Неліда і Нельсон), Віруласо й Ельвіра, Моніка й Лусіано Фріаси; співаки Роберто Ґоєнече, Ельба Берон, Марія Ґранья, Рауль Лавіе, Ховіта Луна; музиканти Орасіо Сальґан, секстет «Майор», й Убальдо де-Ліо. Прем'єра цього твору на Бродвеї відбулася 1985 року, і протягом наступного десятиліття він переживав неймовірний успіх, який позначив світове відродження танго та нове бачення експресивної моці танцю. Того ж року вийшов фільм Ґардель у вигнанні (Танго) Піно Соланаса, у якому часи останньої військової диктатури в Аргентині пов'язують із музичним гуртом Астора П'яццолли і Хосе Луїса Кастіньєри-де-Дьйоса, і в якому музика й оригінальний хореографічний еротизм танго поєднуються з контемпорарі-денсом.
Починаючи з 1990-х, завдяки процесу глобалізації, появі Інтернету та mp3, виник всесвітній рух культурної інтеграції, що спричинив змішання розмаїтих музичних стилів, як от джазу, року, електронної музики, латиноамериканської музики та фолку, тобто стилів, що належали різним культурам та етносам, до яких так само долучилося й танго.
1991 року співачка Нача Ґевара поставила спектакль Heavy Tango і випустила однойменний альбом, до написання якого залучила музикантів аргентинського хеві-метал гурту Alakrán. Говорячи про танго-танець, варто відзначити хореографа Ану Марію Стекельман, що 1993 року заснувала трупу Tangokinesis, яка поєднала танго з сучасними танцями та народною музикою. Серед композиторів виділяється бандеоніст Даніель Бінеллі, автор творів «Preludio y candombe» та «A los que se fueron» («Тим, хто пішов»), присвяченому зниклим безвісти за часів останньої військової диктатури.
У другій половині 1990-х, окремі аргентинські рок-музиканти, як от Даніель Мелінґо, Родольфо Ґоросіто (Тріо Ґоросіто-Катальді-де-ла-Веґа) і Лео Сухатович, перевернули танго догори дриґом, спричинившись до його буму в наступному десятилітті. В Уругваї керівник Філармонійного оркестру Монтевідео Федеріко Ґарсія Віхіль здобув шалений успіх, завдяки циклу «Принади танго», який відтак стане незмінною частиною програми оркестру.
1998 року російська пара танцюристів на льоду здобула золоту медаль на Олімпійських іграх у Наґано, станцювавши танго «Tanguera» Маріано Мореса, поставлене аргентинською танцівницею та хореографом Ґільєрміною Кіроґою та Роберто Реїсом.
Іншим простором, у якому розвивалися нові експресивні форми танго, були так звані буенос-айреські рекалади, неформальні зустрічі музикантів та слухачів після концертів. Найвідомішою рекаладою була рекалада бандеоніста Рубена Хуареса, вперше організована 1983 року в кафе Омеро. На цих зустрічах спілкувалися музиканти різних поколінь і жанрів. Із них на початку XXI ст. почала виокремлюватися так звана Молода Гвардія.
Починаючи з 2000 року танго отримало нове життя в Аргентині, Уругваї й у всьому світі як танець молодих та не дуже людей, не лише як модний танок, а радше як культура тіла, вираження чуттєвих стосунків між двома людьми . Тільки в Буенос-Айресі було відкрито понад 200 «мілонг» і «академій», де народ танцював танго. «Завдяки танго виявляється тіло» — каже психоаналітик Соня Абаді:
У ці дні фізичної самотності, коли дружба, секс і пристрасть визрівають через Інтернет, танець танго пропонує можливість живої зустрічі тілом до тіла, створюючи простір для переживання різноманітних емоційних, чуттєвих та мистецьких досвідів. Я говорю про танцювальне танго, про «мілонгу» як досвід народу, а не публічних шоу.— Соня Абаді
На початку 2010-х танго приносило 500 мільйонів доларів прибутку в усьому світі, десять відсотків із яких належало Аргентині. В Інтернеті є більше, ніж 50 мільйонів сайтів про танго. Мільйони людей у світі танцюють танго за межами Аргентини та Уругваю. Проводяться фестивалі танго в різних країнах, таких, як Ісландія, Японія, Туреччина та США, не кажучи вже про Фінляндію, де їхнє танго вважається окремим жанром. У всіх великих містах світу виходять журнали про танго.
У своїй книзі «Відродження заборонених танців» Рене Крічер Ліон доходить таких висновків:
Безумовно, сучасне танго є «старим, новим, глибоко життєвим і беззаперечно глобальним» (Ґерцен, 74). Танго, яке часто описують, як танець життя і смерті, охопило та підкорило їх обох, однаково перевтілюючи та переживаючи їхню циклічну природу, але залишаючись передовсім танцем злитих воєдино сердець, творцем життя за нашими власними кроками. Отож ніколи не буде останнього танго…

### III. Сучасна панорама та майбутні тенденції
Перед тим, як відбулося всесвітнє відродження танго, деякі дослідники почали говорити про «Нова золота доба». 2003 року в Буенос-Айресі вперше провели Всесвітній танцювальний чемпіонат із танго, а 2009-го ЮНЕСКО визнало танго частиною Нематеріальної культурної спадщини людства. Деякі музичні критики використовують словосполучення «Молода гвардія», «Молоде танго» чи «Нове танго», говорячи про нові течії та молодих митців, кількість яких зростає у геометричній прогресії, починаючи з 1990-х
Приблизно 1995-им роком датується поява Нового танго, яке проллється, як дощ у посуху, витіснивши класичних представників жанру, що лишень раз по раз виконували одні й ті ж старі танго, не вносячи жодного суттєвого впливу у вдосконалення жанру.— Анхела Флавіо
У будь-якому разі, в Аргентині та Уругваї, як і в багатьох інших куточках світу, стає все помітнішим глибокий та багатогранний культурний рух, що складається з молодих музикантів, які прагнуть врятувати танго, застосовуючи до нього нові інтерпретативні підходи та культурні коди.
Деякі з цих течій мають цілком виражений профіль, як от електронне танго, квір-танго, танго для дітей, інді-танго тощо.
Електронне танго починає здобувати чітких обрисів, починаючи з 2000 року, зі створенням гурту Gotan Project, до якого згодом доєдналися Bajofondo Tango Club, Narcotango і  Tanghetto.
Засноване в Німеччині та розповсюджене у світі квір-танго реконструює вільне поєднання тіл, у якому танцювальні ролі не є ні чіткими, ні гендерно детермінованими.
Нових артистів, які працюють у сфері танго, музичні критики називають «Молодою гвардією», «Танго-інді» або «Незалежним танго», «Танго «Off» тощо. У деяких випадках ці митці створювали об'єднання та рухи, на зразок Фестивалю незалежного танго в Буенос-Айресі, Мендосі, Ла-Платі, Росаріо, де учасники надають перевагу оригінальній музиці, замість того, щоб вкотре виконувати кавери на традиційні танго. У Буенос-Айресі багато з цих митців пов'язані з культурою «тангових рекалад» у таких місцях, як El Bar de Roberto, Bar El Faro і Sanata Bar.
Серед новітніх виконавців танго в Аргентині можна виділити Astillero, Хуліана Перальту, 34 Puñaladas, La Chicana, Типовий оркестр Фернандеса-Ф'єрро, Лідію Борду, Секстет Мілонґеро, China Cruel і Ґрасіелу Пеше. Серед авторів текстів найвідомішими є Марсело Меркаданте, Хорхе Алорса, Дема, Лусіо Арсе, Пече Естевес, Ачо Естоль, Пача Ґонсалес, Алехандро Ґуйот, Тапе Рубін, Хуан Серен і Хуан Ваттуоне, які пишуть, як поетичні, так і гумористичні твори.
В Уругваї також можна знайти чимало музикантів, хоча й дещо менше: Квартет Рікароса, Табаре Лейтон, Моніка Наварро, Proyecto Caníbal Troilo та інші.

## Зноски
1. ↑  Formulario de nominación del tango como Patrimonio Cultural Inmaterial de la Humanidad. UNESCO. Процитовано 25 жовтня 2013.
2. ↑  Mariñas, J. Alberto. El tango. Esto. Архів оригіналу за 1 листопада 2013. Процитовано 8 листопада 2013. [Архівовано 2013-11-01 у Wayback Machine.]
3. 1 2 3  
Cirio, Norberto Pablo (червень 2010). La historia negra del tango (PDF). Gobierno de la Ciudad de Buenos Aires. Архів оригіналу (PDF) за 26 серпня 2012. Процитовано 20 квітня 2016. ім'я автора, Norberto Pablo Cirio, було виявлено в
La historia negra del tango en el museo Casa Carlos Gardel. Argentina en los Museos. 25 березня 2011..
4. 1 2 3 4  Jorge Gutman. Los comienzos del tango. — Norte a Sur, 21. Архівовано з джерела 21 березня 2012. Процитовано 2016-04-25. [Архівовано 2012-03-21 у Wayback Machine.]
5. 1 2 3 4 5  Ricardo García Blaya y Bruno Cespi. Los tangos prostibularios. Todo Tango. Процитовано 4 травня 2016.
6. ↑  Доктор Марта Росалія Норесе стверджує у своїй дисертації, що танго виникло в Буенос-Айресі La Dra. Norese, María Rosalía (2002). Contextualización y análisis del tango. Sus orígenes hasta el surgimiento de la vanguardia. Universidad de Salamanca. ISBN 84-7800-796-2. Танго - не є творінням певної держави, але певного міста - Буенос-Айреса.
7. ↑  Taboada, Pablo (19 січня 2011). El tango en Barracas al Sud. Процитовано 31  жовтня 2013.
8. ↑  Nudler, Julio (12 грудня 1999). Juan Carlos Cáceres: tango for import. Argentina. с. 12. Процитовано 6 квітня 2015.
9. ↑  Intangible Heritage Home - intangible heritage - Culture Sector - UNESCO. www.unesco.org. Процитовано 19 квітня 2016.
10. ↑  Spínola, Eduardo (11 березня 2013). Tras los orígenes negros del tango. Universidad Nacional de La Plata. Процитовано 25 жовтня 2013.{{cite web}}:  Обслуговування CS1: Сторінки з параметром url-status, але без параметра archive-url (посилання)
11. ↑  ESCLAVATURA EN EL PUERTO DE BUENOS AIRES. www.histarmar.com.ar. Процитовано 20 квітня 2016.
12. ↑  Vidart, Daniel (1967). El tango y su mundo. Montevideo: Tauro. с. 13. Для них танго - це естуарій трьох музичних і пластичних річок....
13. ↑  Harold & Meredith Sears. Some waltz history. Round Dancing. Процитовано 2 листопада 2013.
14. 1 2 3  Ogando, Mónica Andrea (2001). Del burdel al salón: Una mirada sobre la evolución sociocoreográfica del tango para entender por qué es baile nuestro. Doce ventanas al tango (PDF). Buenos Aires: Fundación El Libro. с. 175‐195. ISBN 987-95803-6-2. Архів оригіналу (PDF) за 5 березня 2016. Процитовано 13 квітня 2016. [Архівовано 2016-03-05 у Wayback Machine.]
15. 1 2 3  Gobello, José (1999). Breve historia crítica del tango. Buenos Aires: Corregidor. с. 18.
16. ↑  Selles, Roberto. Los primeros milongueros. LP Tango. Архів оригіналу за 6 листопада 2013. Процитовано 3 грудня 2013. [Архівовано 2013-11-06 у Wayback Machine.]
17. 1 2  Vidart, Daniel (1967). El tango y su mundo. Montevideo: Tauro. с. 23. Надто й передусім танго - це танець... згодом він став на шлях співу.
18. ↑  Landi, Carlos. El baile del Tango... Antiques Boedo. Архів оригіналу за 4 листопада 2013. Процитовано 2 ЛИСТОПАДА 2013. Із самого початку танго було танцем. Спонтанне творіння чоловіка та жінки на тлі будинків розпусти міських околиць у давні дні. Музикантам майже інтуїтивно довелося адаптовуватися до нового танцю і своєю чергою створювати нову музику, яка досягне своєї слави після визнання у Парижі. Танго народилося як танець. Як окрема форма танцю, несхожа на те, що існувало доти: хабанери, мазурки, чотті, мілонги… Це був цілковито народний продукт, створений на околицях, де спочатку ґаучо перетворювалися на компадре й після того одразу на компадріто, а негри й вільновідпущені знаходили собі місця для життя. Тамтешнє тло спрощувало ці пошуки. В будинках розпусти було простіше обіймати свою партнерку, притулятися до її тіла - груди до грудей, обличчя до обличчя, пульс до пульсу. Орасіо Ферреру в той швидкоплинний момент здалося, що в обіймах компадріто зі своєю дівчинкою, він бачив щось божественне.
19. ↑  Alposta, Luis (5 лютого 2013). Reseña de mujeres bailarinas (Primera parte). Todo Tango. Архів оригіналу за 23 жовтня 2013. Процитовано 15 жовтня 2013.
20. 1 2 3  Alposta, Luis (5 лютого 2013). Reseña de mujeres bailarinas (Segunda parte). Todo Tango. Архів оригіналу за 23 жовтня 2013. Процитовано 15 ЖОВТНЯ 2013.
21. 1 2 3 4  Selles, Roberto. Los negros del tango: de Casimiro a Rosendo. LP Tango. Архів оригіналу за 8 грудня 2015. Процитовано 15 жовтня 2013. [Архівовано 2015-12-08 у Wayback Machine.]
22. 1 2  Nico, Eduardo Magoo (5 лютого 2013). Se escribe: Magoo: El Tango de las Academias en el Río de la Plata. Se escribe. Процитовано 28 травня 2016.
23. ↑  Duque Castillo, Elvia (28 березня 2013). Aportes del Pueblo Afrodescendiente: La Historia Oculta de América Latina. Bloomington: iUniverse. ISBN 978-1-4759-6583-4.
24. ↑  Cariaga, Tesy (8 липня 2002). El negro Casimiro Alcorta y el mulato Sinforoso. Rincón del Tango. Процитовано 7 листопада 2013.
25. ↑  Zenzi, Sergio (8 липня 2002). Los nombres del tango. Diario Folk. Процитовано 18 жовтня 2013. Хосе Ґобельйо пише: «чимало танго, написаних відомими музикантами є нічим іншим, як старими анонімними мелодіями, які вдалим чином обробили. Хтось написав якісь мелодії. Їхні анонімні автори - музиканти з академій**, всі факти вказують на те, що саме вони - справжні батьки танго. На позір, їхнім найвидатнішим представником був негр Касіміро. Отже не буде упередженням сказати, що негр Касіміро і був батьком танго».
26. 1 2  Molinari, Alejandro. Esquina de Suárez y Necochea. Facu Urbana. Архів оригіналу за 10 березня 2016. Процитовано 7 листопада 2013.
27. ↑  El tango. Liceo Digital. Процитовано 2 листопада 2013.
28. 1 2 3 4 5 6 7  Giorlandini, Eduardo. Música autóctona, payada milonga y cirra. EFT. Архів оригіналу за 14 травня 2012. Процитовано 20 жовтня 2013.
29. ↑  Vicente Gesualdo (1992). Eloísa de Silva, la primera mujer compositora de tangos. Todo es Historia nº 304 (repub. Todo Tango). Архів оригіналу за 22 жовтня 2013. Процитовано 15 жовтня 2013.
30. ↑  José, el de la quimera. Las primeras milongas: Lo de Hansen. Última Tanda. Процитовано 25 жовтня 2013.
31. ↑  Gómez, Silvia (27 грудня 2008). Hallan restos de un mítico café tanguero y túneles de una usina. Clarín. Архів оригіналу за 29 жовтня 2013. Процитовано 25 жовтня 2013.
32. ↑  Burgstaller, Carlos Hugo. Tango, cabaret, restaurantes y cervecerías. Tango Reporter. Процитовано 25 жовтня.
33. ↑  Ana Rodriguez (13 вересня 2010). Tangos de la Guardia Vieja 1880-1920. Todo Tango. Процитовано 25 жовтня 2013.
34. ↑  Borges, Jorge Luis (1930). Evaristo Carriego. Buenos Aires: M. Gleizer.
35. ↑  Martínez Estrada, Ezequiel (1933). Radiografía de la pampa. Buenos Aires: Babel.
36. ↑  Mafud, Julio (1966). Sociología del tango. Buenos Aires: Americalee.
37. ↑  Ímber, Sofía; Rangel, Carlos; (9 лютого 1982). Entrevista a Jorge Luis Borges (PDF). Venezuela: Universidad Católica Andrés Bello (Programa "Buenos Días" del canal Venevisión). Архів оригіналу (PDF) за 19 жовтня 2013. Процитовано 18 жовтня 2013.{{cite web}}:  Обслуговування CS1: Сторінки з посиланнями на джерела із зайвою пунктуацією (посилання)
38. 1 2  García Blaya, Ricardo. Reflexiones sobre los orígenes del tango. Todo Tango. Архів оригіналу за 24 жовтня 2013. Процитовано 25 жовтня 2013.
39. ↑  Vidart, Daniel (1967). El tango y su mundo. Montevideo: Ediciones Tauro. с. 29, 34.
40. ↑  Gobello, José (1999). Breve historia crítica del tango. Buenos Aires: Corregidor. с. 20.
41. ↑  Amuchástegui, Irene (28 вересня 1997). El día que el tango tuvo nombre. Clarín. Архів оригіналу за 4 жовтня 2016. Процитовано 19 жовтня 2013. [Архівовано 2016-10-04 у Wayback Machine.]
42. ↑  Portogalo, José (1972). Ernesto Ponzio, el autor de Don Juan, fue un pedazo grandote del tango bravío del 1900. Tango y literatura. Centro Editor de América Latina. с. 104.
43. ↑  Javier Meneses Silva. Montevideo (Spanish) . Tacuy.com.uy. Архів оригіналу за 2 березня 2009. Процитовано 17 листопада 2009.
44. ↑  Atlas Poblacional de Buenos Aires. Gobierno de la Ciudad de Buenos Aires. Процитовано 17 жовтня 2013.[недоступне посилання з травня 2019]
45. ↑  LOS PAYADORES. www.clubdetango.com.ar. Архів оригіналу за 23 вересня 2015. Процитовано 6 травня 2016.
46. ↑  Todotango.com - All about tango / Todo sobre el tango / Alles über Tango Argentino. www.todotango.com. Архів оригіналу за 22 жовтня 2013. Процитовано 6 травня 2016.
47. ↑  Todotango.com - All about tango / Todo sobre el tango / Alles über Tango Argentino. www.todotango.com. Архів оригіналу за 13 жовтня 2013. Процитовано 6 травня 2016.
48. ↑  Sábato, Ernesto  та ін. (1963). Tango, discusión y clave: con una antología de informaciones sobre el tango y su mundo (іспанською) . Buenos Aires: Losada. с. 107. {{cite book}}: Явне використання «та ін.» у: |first= (довідка)
49. ↑  Gobello, José (1976). «Tango, vocablo controvertido» (іспанська) . Buenos Aires: Corregidor. с. 69. ISBN 9500512378.
50. 1 2  Zucchi, Oscar. El Bandoneón en el Río de la Plata, Parte II. Todo Tango. Архів оригіналу за 23 жовтня 2013. Процитовано 19 жовтня 2013.
51. ↑  Zucchi, Oscar. La Generación de 1910. Malena Tango. Архів оригіналу за 13 липня 2014. Процитовано 25 жовтня 2013.
52. ↑  Enrique Binda. La primera grabación de una "Orquesta Típica". Todo Tango. Архів оригіналу за 23 жовтня 2013. Процитовано 19 жовтня 2013.
53. ↑  García Blaya, Ricardo. Celestino Ferrer. Todo Tango. Архів оригіналу за 23 жовтня 2013. Процитовано 20 жовтня 2013.
54. 1 2 3  Barreiro, Javier (14 березня 2014). El vasco Casimiro Ain campeón mundial de bailes modernos. Sitio de Javier Barreiro. Процитовано 20 жовтня 2013.
55. ↑  Pinsón, Néstor. El Cachafaz. Todo Tango. Архів оригіналу за 23 жовтня 2013. Процитовано 20 жовтня 2013.
56. 1 2 3 4  Enrique Cámara de Landa. Recepción del tango rioplatense en Italia. — 1996. — Вип. 2. — ISSN 1697-0101.
57. ↑  Tangomanía. — P.B.T., . Процитовано за Ogando, Mónica Andrea (2001). Del burdel al salón: Una mirada sobre la evolución sociocoreográfica del tango para entender por qué es baile nuestro. Doce ventanas al tango (PDF). Buenos Aires: Fundación El Libro. с. 175‐195. ISBN 987-95803-6-2. Архів оригіналу (PDF) за 5 березня 2016. Процитовано 13 квітня 2016. [Архівовано 2016-03-05 у Wayback Machine.]
58. ↑  García Blaya, Ricardo. «Eduardo Arolas». Архів оригіналу за 2 травня 2011.
59. ↑  Néstor Pinsón y Julio Nudler. «Francisco Canaro». Архів оригіналу за 16 липня 2010.
60. ↑  Todotango.com - All about tango / Todo sobre el tango / Alles über Tango Argentino. www.todotango.com. Архів оригіналу за 29 жовтня 2013. Процитовано 13 травня 2016.
61. ↑  Garcia Blaya, Ricardo. La cumparsita. Todo Tango. Архів оригіналу за 10 березня 2011. Процитовано 16 вересня 2016.
62. ↑  , Taboada, Pablo. Síntesis de su vida y trayectoria. Todo Tango. Архів оригіналу за 22 жовтня 2013. Процитовано 21 жовтня 2013.
63. ↑  Pinsón, Néstor. «Enrique Delfino». Архів оригіналу за 7 березня 2016.
64. ↑  Czackis, Lloica. «El tango yiddish durante el holocausto». Архів оригіналу за 29 жовтня 2013.
65. ↑  Nudler, Julio. «Celedonio Flores». Архів оригіналу за 28 березня 2014.
66. ↑  Selles, Roberto. «Ignacio Corsini». Архів оригіналу за 25 жовтня 2013.
67. ↑  Diez, Tino. Julio de Caro. Terapia Tanguera. Процитовано 25 жовтня 2013.
68. ↑  Mármol, Oscar (13 листопада 2001). Julio De Caro: fundador de la Escuela Decareana. El Portal del Tango. Архів оригіналу за 29 жовтня 2013. Процитовано 25 жовтня 2013. [Архівовано 2013-10-29 у Wayback Machine.]
69. ↑  Alejandro Molinari; Roberto Martínez; Natalio Etchegaray (2006). De Yrigoyen a Pugliese: La sociedad, el hombre común y el tango (1916-1943). Foro Argentino de Cultura Urbana. ISBN 9789872069438.
70. ↑  Nudler, Julio. Pedro Maffia. Todo Tango. Архів оригіналу за 29 жовтня 2013. Процитовано 25 жовтня 2013.
71. ↑  De Andrade, Luiza. «La Guardia Nueva». Процитовано 25.10.2013.
72. ↑  Nudler, Julio. «Osvaldo Fresedo». Архів оригіналу за 19 травня 2011. Процитовано 25.10.2013.
73. ↑  García Blaya, Ricardo. «Carlos Di Sarli». Архів оригіналу за 16 березня 2009. Процитовано 25.10.2013.
74. ↑  Ulises Estrella. El cine que entonó Gardel. Todo Tango. Архів оригіналу за 29.10.2013. Процитовано 25.10.2013.
75. ↑  Espinosa Belén, Ricardo. Los 40´, la época de oro. El Portal del Tango. Архів оригіналу за 29.10.2013. Процитовано 25.10.2013. [Архівовано 2013-10-29 у Wayback Machine.]
76. ↑  Academia Nacional del Tango de la República Argentina (2013). Período de la Guardia Nueva II: El Cuarenta. La exaltación (Gráfico explicativo). Museo Nacional del Tango.
77. ↑  Casak, Andrés. El recuerdo de Pichuco. El Ortiba. Архів оригіналу за 29.10.2013. Процитовано 27.10.2013. [Архівовано 2013-10-29 у Wayback Machine.]
78. ↑  Entrevista a Ástor Piazzolla y Aníbal Troilo. — L. — Вип. 5. Архівовано з джерела 29 жовтня 2013. Процитовано 27 жовтня 2013. [Архівовано 2013-10-29 у Wayback Machine.]
79. ↑  García Blaya, Ricardo. Francisco Fiorentino. Todo Tango. Архів оригіналу за 26 жовтня 2013. Процитовано 26.10.2013.
80. ↑  García Blaya, Ricardo. Alberto Marino. Todo Tango. Архів оригіналу за 29 жовтня 2013. Процитовано 26.10.2013.
81. ↑  García Blaya, Ricardo. Floreal Ruiz. Todo Tango. Архів оригіналу за 29 жовтня 2013. Процитовано 26.10.2013.
82. ↑  Pastor, Fernando. Edmundo Rivero. Todo Tango. Архів оригіналу за 29 жовтня 2013. Процитовано 26.10.2013.
83. ↑  Monjeau, Federico (28.06.2007). Raúl Berón:la voz incomparable. Clarín. Архів оригіналу за 12 жовтня 2016. Процитовано 26.10.2013. [Архівовано 2016-10-12 у Wayback Machine.]
84. ↑  Nudler, Julio. Raúl Berón. Todo Tango. Архів оригіналу за 7 жовтня 2013. Процитовано 26.10.2013.
85. ↑  Gobello, José. «Juan D'Arienzo». Todo Tango. Архів оригіналу за 4 березня 2009. Процитовано 26.10.2013.
86. ↑  Gobello, José. «Juan D'Arienzo (entrevista)». Todo Tango. Архів оригіналу за 29.10.2013. Процитовано 23.10.2013. [Архівовано 2013-10-29 у Wayback Machine.]
87. ↑  Pinsón, Néstor. «Osvaldo Pugliese». Todo Tango. Архів оригіналу за 20 березня 2009. Процитовано 26.10.2013.
88. ↑  Néstor Pinsón y Ricardo García Blaya. «Ángel D'Agostino». Todo Tango. Архів оригіналу за 10 вересня 2013. Процитовано 26.10.2013.
89. ↑  Ferrer, Horacio (1980). «Lucio Demare». Todo Tango. Архів оригіналу за 29 жовтня 2013. Процитовано 26.10.2013.
90. ↑  Nudler, Julio. Osmar Maderna. Todo Tango. Архів оригіналу за 26 жовтня 2013. Процитовано 26.10.2013.
91. ↑  García Blaya, Ricardo. Alfredo De Angelis. Todo Tango. Архів оригіналу за 29 жовтня 2013. Процитовано 26.10.2013.
92. 1 2  Ursini, Sonia. Horacio Salgán. Todo Tango. Архів оригіналу за 29 жовтня 2013. Процитовано 26.10.2013.
93. ↑  García Blaya, Ricardo. Miguel Caló. Todo Tango. Архів оригіналу за 13 жовтня 2013. Процитовано 26.10.2013.
94. ↑  García Blaya, Ricardo. Orquesta Francini-Pontier. Todo Tango. Архів оригіналу за 29 жовтня 2013. Процитовано 26.10.2013.
95. ↑  Pinsón, Néstor. Héctor Mauré. Todo Tango. Архів оригіналу за 29 жовтня 2013. Процитовано 26.10.2013.
96. ↑  El tango perdió a un grande. Clarín. Buenos Aires. 9 січня 2009. Архів оригіналу за 12 жовтня 2016. Процитовано 21 лютого 2015.
97. ↑  «Починаючи з 1960-х, танго і рок в Аргентині, мали напружені стосунки, протягом яких спостерігалися зближення, віддалення та взаємне нерозуміння, яке змогло згладитися лише з плином часу. Покоління року підняло загальний протест проти культури батьків, а в Аргентині саме танго втілювало цю культуру. («Танго і рок: зближення і віддалення», стаття Едуардо Берті у Rockologías 31 серпня 2007-го)
98. ↑  Hola soy Billy Cafaro. Clarín. 24 червня 2005. Архів оригіналу за 20 жовтня 2013. Процитовано 14 червня 2016. [Архівовано 2013-10-20 у Wayback Machine.]
99. ↑  María Susana Azzi, Simon Collier. «Astor Piazzolla en la orquesta de Aníbal Troilo (del libro Ástor Piazzolla, su vida y su obra)». Hágase la Música. Архів оригіналу за 17 січня 2021. Процитовано 27.10.2013.
100. ↑  Nudler, Julio. «Ástor Piazzolla». Todo Tango. Архів оригіналу за 15 жовтня 2013. Процитовано 28.10.2013.
101. ↑  «Todavía piantaos». La Nación. 13.11.1999. Архів оригіналу за 25 листопада 2017. Процитовано 10.10.2013. [Архівовано 2017-11-25 у Wayback Machine.]
102. ↑  Víctor Pintos y Guillermo Quintero (1984). El mundo entre las manos (Reportaje a Luis lberto Spinetta). Página 12 (з інтерв'ю 1984-го року). Процитовано 20 лютого 2012. Найфундаментальнішим на тому зародковому етапі, був той факт, що всі ми відчували цілий потік речей, які промовлялися іспанською, ми знали про існування Los Gatos Salvajes, Billy Bond... Це було середовище, з якого постала наша іспаномовна музика. На цьому етапі я вже написав «Plegaria para un niño dormido» або самбу, як я потім зробив у «Kamikaze» («Barro tal vez»). Ми відчували, що хочемо бути всім водночас: П'яццоллою, The Beatles, Los Doble Seis de París. Ми почали слухати джаз, нам подобався авангардний фолк, тоді ж з'явився Вальдо де-лос-Ріом зі своїм неперевершеним електронним звуком, я дивився його по телевізору і починав плакати, бо він казав «Це також авангард». Ми слухали Ровіру й Медероса, чимало музики, не схожої на El Club del Clan
103. ↑  Одні з засновників аргентинського року Луїс Альберто Спінетта і Літто Небіа визнавали великий вплив Астора П'яццолли
104. ↑  «Entrevista con Osvaldo Berlingeri». Clarín. 24.02.2007. Архів оригіналу за 28 грудня 2008. [Архівовано 2008-12-28 у Wayback Machine.]
105. ↑  «Entrevista a Rodolfo Mederos». Página/12. 19.06.2005.
106. ↑  Франко Барріонуево Ансальді (2012). Politischer Tango. Intellektuelle Kämpfe um Tanzkultur im Zeichen des Peronismus. Bielefeld (німецька) . Bielefeld: Transcript Verlag. ISBN ISBN 978-3-8376-1794-8. {{cite book}}: Перевірте значення |isbn=: недійсний символ (довідка)
107. ↑  Barna, Tomás (1976) (липень-серпень 1996 (20)). «La verdad sobre el origen del auge actual del tango». Club de Tango. Процитовано 24.11.2013.
108. 1 2  Dianese, Omar. Pedro Benavente, “el Indio” detrás de la milonga de la Plaza Dorrego. — El Sol de San Telmo, 2013. — Вип. 186. Процитовано 8.11.2013.
109. ↑  Elshaw, Keith. Juan Carlos Copes. Todo Tango. Архів оригіналу за 28.04.2010. Процитовано 15.03.2010. [Архівовано 2010-04-28 у Wayback Machine.]
110. ↑  François, Cécile (Червень 2005 (13)). «Tangos, el exilio de Gardel o la revolución estética de Fernando Solanas». Ciberletras. Архів оригіналу за 7 листопада 2018. Процитовано 7.11.2013.
111. ↑  Ennio Martínez, José Luis Piccardo, Jaime Secco y Elder Silva (2.09.2009). «Con Federico García Vigil: "Soy un luchador contra la estética cascarria"». Vadenuevo. Архів оригіналу за 02.11.2013. Процитовано 31.10.2013. [Архівовано 2013-11-02 у Wayback Machine.]
112. 1 2 3 4  Abadi, Sonia. El tango hoy en Buenos Aires: renacimiento de una pasión. Argentina Excepción. Архів оригіналу за 5 листопада 2013. Процитовано 29 жовтня 2013.
113. ↑  Legazkué, Amilcar. El Tango y silueta con piel joven: paulatino y moderado renacimiento del tango en Montevideo bandoneon. — Informe Uruguay, V. — Вип. 342. Архівовано з джерела 31 жовтня 2013. Процитовано 29 жовтня 2013.
114. ↑  Mundra, Anil (19 серпня 2009). The tango always awaits you. Global Post. Архів оригіналу за 23 січня 2015. Процитовано 29 жовтня 2013.
115. ↑  Agence France Press. Cheek-to-cheek in Bucharest tango revival. Daily Motion. Процитовано 29 жовтня 2013.
116. ↑  Cynthia Quiroga Murcia, Stephan Bongard, Gunter Kreutz. Emotional and Neurohumoral Responses to Dancing Tango Argentino: The Effects of Music and Partner. — Music and Medicine, . — Т. I, вип. 1. Процитовано 29 жовтня 2013.
117. ↑  Abadi, Sonia. El Tango: de expresión popular a red socio-cultural. Pensamiento en Red. Архів оригіналу за 23 березня 2009. Процитовано 29 жовтня 2013.
118. ↑  Critcher Lyons, Reneé (2012). The revival of banned dances: a worldwide study. North Carolina (USA): McFarland & Company Inc. ISBN 978-07864-6594-1.
119. ↑  Bolasell, Michel (2011). La revolución del tango: la nueva Edad de Oro. Buenos Aires: Corregidor.
120. 1 2  Flavio, Ángela (2009). Qué es el Tango Jóven?. Radio Rebelde. Архів оригіналу за 3 листопада 2013. Процитовано 30 жовтня 2013. [Архівовано 2013-11-03 у Wayback Machine.]
121. ↑  La Guardia Joven. Todo Tango. Архів оригіналу за 26 березня 2014. Процитовано 30 жовтня 2013.
122. ↑  C.V. (7 травня 2005). Orquestas de tango del siglo XXI. La tradición busca nuevos intérpretes. Página/12. Процитовано 30 жовтня 2013.
123. ↑  Plaza, Gabriel (6 березня 2010). Una nueva guardia joven y hereje. La Nación. Архів оригіналу за 19 серпня 2016. Процитовано 30 жовтня 2013. [Архівовано 2016-08-19 у Wayback Machine.]
124. ↑  La guardia joven: del Winco al mp4. El Barrio Pueyrredón. Архів оригіналу за 2 листопада 2013. Процитовано 30 жовтня 2013. [Архівовано 2013-11-02 у Wayback Machine.]
125. ↑  III Festival de Tango Independiente: de locales y visitantes. Los Andes. 10 травня 2012. Архів оригіналу за 2 листопада 2013. Процитовано 30 жовтня 2013. [Архівовано 2013-11-02 у Wayback Machine.]
126. 1 2  Tanguero de ruptura. edant.clarin.com. Архів оригіналу за 4 березня 2016. Процитовано 2 січня 2016.
127. ↑  «Julián Peralta: La selección de los tangos nuevos». lanacion.com.ar. Архів оригіналу за 26 серпня 2016. Процитовано 2 січня 2016. [Архівовано 2016-08-26 у Wayback Machine.]
128. 1 2 3 4 5 6 7 8 9  El top ten del nuevo tango. La Nación. 30 жовтня 2012. Архів оригіналу за 2 листопада 2012. Процитовано 30 жовтня 2012. [Архівовано 2 листопада 2012 у Wayback Machine.]
129. ↑  Tangos Inesperado by Lucio Arce. MTV Artists. Архів оригіналу за 29 березня 2016. Процитовано 3 січня 2016. [Архівовано 29 березня 2016 у Wayback Machine.]
130. ↑  Tópicos tangueros ,"El tango pide historias para contar". www.lanacion.com.ar. Архів оригіналу за 26 серпня 2016. Процитовано 3 січня 2016. [Архівовано 26 серпня 2016 у Wayback Machine.]
131. 1 2  Canción porteña en el festival de tango. La Nación. Архів оригіналу за 26 серпня 2016. Процитовано 29 грудня 2015. [Архівовано 26 серпня 2016 у Wayback Machine.]
132. ↑  Petersen, Lucas (6 липня 2012). Tango, te cambiaron la pinta. Clarín (Revista Eñe). Процитовано 30 жовтня 2013.
133. «Історія танго і мілонги» (Historia del tango y la milonga. Buenos Aires: El Ateneo - Yenny, 2003)
134. Tango rioplatense. TodoTango.com. Архів оригіналу за 4 лютого 2010. Процитовано 20 квітня 2016.
135. El Libro del Tango. Arte Popular de Buenos Aires. 1980.
136. El siglo de oro del tango. 1996.
137. El canto que no cesa. Ministerio de Educación y Cultura de la República Oriental del Uruguay. 2013. Архів оригіналу за 31 жовтня 2013. Процитовано 20 квітня 2016. [Архівовано 2013-10-31 у Wayback Machine.]
138. пролог до книги «Карлос Ґардель», автор Карлос Субільяґа[es]